# Zwischenzug
Zwischenzug (IPA: [ˈtsvɪʃənˌtsuːk]) è un termine in lingua tedesca del gergo scacchistico, solitamente tradotto in italiano come mossa intermedia. Indica una mossa che ignora le minacce dell'avversario e, al termine di una sequenza forzata di mosse, migliora la posizione di chi la fa; la mossa intermedia si caratterizza in primo luogo per il suo effetto di sorpresa e si trova all'opposto della mossa plausibile.

## Esempio 1
|   | a | b | c | d | e | f | g | h |   |
| 8 | g8 re del nero · b7 donna del nero · f7 pedone del nero · g7 pedone del nero · g6 pedone del nero · a5 pedone del nero · h5 torre del nero · d4 donna del bianco · h4 torre del bianco · g3 torre del nero · h3 pedone del bianco · g2 pedone del bianco · f1 alfiere del bianco · g1 re del bianco | g8 re del nero · b7 donna del nero · f7 pedone del nero · g7 pedone del nero · g6 pedone del nero · a5 pedone del nero · h5 torre del nero · d4 donna del bianco · h4 torre del bianco · g3 torre del nero · h3 pedone del bianco · g2 pedone del bianco · f1 alfiere del bianco · g1 re del bianco | g8 re del nero · b7 donna del nero · f7 pedone del nero · g7 pedone del nero · g6 pedone del nero · a5 pedone del nero · h5 torre del nero · d4 donna del bianco · h4 torre del bianco · g3 torre del nero · h3 pedone del bianco · g2 pedone del bianco · f1 alfiere del bianco · g1 re del bianco | g8 re del nero · b7 donna del nero · f7 pedone del nero · g7 pedone del nero · g6 pedone del nero · a5 pedone del nero · h5 torre del nero · d4 donna del bianco · h4 torre del bianco · g3 torre del nero · h3 pedone del bianco · g2 pedone del bianco · f1 alfiere del bianco · g1 re del bianco | g8 re del nero · b7 donna del nero · f7 pedone del nero · g7 pedone del nero · g6 pedone del nero · a5 pedone del nero · h5 torre del nero · d4 donna del bianco · h4 torre del bianco · g3 torre del nero · h3 pedone del bianco · g2 pedone del bianco · f1 alfiere del bianco · g1 re del bianco | g8 re del nero · b7 donna del nero · f7 pedone del nero · g7 pedone del nero · g6 pedone del nero · a5 pedone del nero · h5 torre del nero · d4 donna del bianco · h4 torre del bianco · g3 torre del nero · h3 pedone del bianco · g2 pedone del bianco · f1 alfiere del bianco · g1 re del bianco | g8 re del nero · b7 donna del nero · f7 pedone del nero · g7 pedone del nero · g6 pedone del nero · a5 pedone del nero · h5 torre del nero · d4 donna del bianco · h4 torre del bianco · g3 torre del nero · h3 pedone del bianco · g2 pedone del bianco · f1 alfiere del bianco · g1 re del bianco | g8 re del nero · b7 donna del nero · f7 pedone del nero · g7 pedone del nero · g6 pedone del nero · a5 pedone del nero · h5 torre del nero · d4 donna del bianco · h4 torre del bianco · g3 torre del nero · h3 pedone del bianco · g2 pedone del bianco · f1 alfiere del bianco · g1 re del bianco | 8 |
| 7 | g8 re del nero · b7 donna del nero · f7 pedone del nero · g7 pedone del nero · g6 pedone del nero · a5 pedone del nero · h5 torre del nero · d4 donna del bianco · h4 torre del bianco · g3 torre del nero · h3 pedone del bianco · g2 pedone del bianco · f1 alfiere del bianco · g1 re del bianco | g8 re del nero · b7 donna del nero · f7 pedone del nero · g7 pedone del nero · g6 pedone del nero · a5 pedone del nero · h5 torre del nero · d4 donna del bianco · h4 torre del bianco · g3 torre del nero · h3 pedone del bianco · g2 pedone del bianco · f1 alfiere del bianco · g1 re del bianco | g8 re del nero · b7 donna del nero · f7 pedone del nero · g7 pedone del nero · g6 pedone del nero · a5 pedone del nero · h5 torre del nero · d4 donna del bianco · h4 torre del bianco · g3 torre del nero · h3 pedone del bianco · g2 pedone del bianco · f1 alfiere del bianco · g1 re del bianco | g8 re del nero · b7 donna del nero · f7 pedone del nero · g7 pedone del nero · g6 pedone del nero · a5 pedone del nero · h5 torre del nero · d4 donna del bianco · h4 torre del bianco · g3 torre del nero · h3 pedone del bianco · g2 pedone del bianco · f1 alfiere del bianco · g1 re del bianco | g8 re del nero · b7 donna del nero · f7 pedone del nero · g7 pedone del nero · g6 pedone del nero · a5 pedone del nero · h5 torre del nero · d4 donna del bianco · h4 torre del bianco · g3 torre del nero · h3 pedone del bianco · g2 pedone del bianco · f1 alfiere del bianco · g1 re del bianco | g8 re del nero · b7 donna del nero · f7 pedone del nero · g7 pedone del nero · g6 pedone del nero · a5 pedone del nero · h5 torre del nero · d4 donna del bianco · h4 torre del bianco · g3 torre del nero · h3 pedone del bianco · g2 pedone del bianco · f1 alfiere del bianco · g1 re del bianco | g8 re del nero · b7 donna del nero · f7 pedone del nero · g7 pedone del nero · g6 pedone del nero · a5 pedone del nero · h5 torre del nero · d4 donna del bianco · h4 torre del bianco · g3 torre del nero · h3 pedone del bianco · g2 pedone del bianco · f1 alfiere del bianco · g1 re del bianco | g8 re del nero · b7 donna del nero · f7 pedone del nero · g7 pedone del nero · g6 pedone del nero · a5 pedone del nero · h5 torre del nero · d4 donna del bianco · h4 torre del bianco · g3 torre del nero · h3 pedone del bianco · g2 pedone del bianco · f1 alfiere del bianco · g1 re del bianco | 7 |
| 6 | g8 re del nero · b7 donna del nero · f7 pedone del nero · g7 pedone del nero · g6 pedone del nero · a5 pedone del nero · h5 torre del nero · d4 donna del bianco · h4 torre del bianco · g3 torre del nero · h3 pedone del bianco · g2 pedone del bianco · f1 alfiere del bianco · g1 re del bianco | g8 re del nero · b7 donna del nero · f7 pedone del nero · g7 pedone del nero · g6 pedone del nero · a5 pedone del nero · h5 torre del nero · d4 donna del bianco · h4 torre del bianco · g3 torre del nero · h3 pedone del bianco · g2 pedone del bianco · f1 alfiere del bianco · g1 re del bianco | g8 re del nero · b7 donna del nero · f7 pedone del nero · g7 pedone del nero · g6 pedone del nero · a5 pedone del nero · h5 torre del nero · d4 donna del bianco · h4 torre del bianco · g3 torre del nero · h3 pedone del bianco · g2 pedone del bianco · f1 alfiere del bianco · g1 re del bianco | g8 re del nero · b7 donna del nero · f7 pedone del nero · g7 pedone del nero · g6 pedone del nero · a5 pedone del nero · h5 torre del nero · d4 donna del bianco · h4 torre del bianco · g3 torre del nero · h3 pedone del bianco · g2 pedone del bianco · f1 alfiere del bianco · g1 re del bianco | g8 re del nero · b7 donna del nero · f7 pedone del nero · g7 pedone del nero · g6 pedone del nero · a5 pedone del nero · h5 torre del nero · d4 donna del bianco · h4 torre del bianco · g3 torre del nero · h3 pedone del bianco · g2 pedone del bianco · f1 alfiere del bianco · g1 re del bianco | g8 re del nero · b7 donna del nero · f7 pedone del nero · g7 pedone del nero · g6 pedone del nero · a5 pedone del nero · h5 torre del nero · d4 donna del bianco · h4 torre del bianco · g3 torre del nero · h3 pedone del bianco · g2 pedone del bianco · f1 alfiere del bianco · g1 re del bianco | g8 re del nero · b7 donna del nero · f7 pedone del nero · g7 pedone del nero · g6 pedone del nero · a5 pedone del nero · h5 torre del nero · d4 donna del bianco · h4 torre del bianco · g3 torre del nero · h3 pedone del bianco · g2 pedone del bianco · f1 alfiere del bianco · g1 re del bianco | g8 re del nero · b7 donna del nero · f7 pedone del nero · g7 pedone del nero · g6 pedone del nero · a5 pedone del nero · h5 torre del nero · d4 donna del bianco · h4 torre del bianco · g3 torre del nero · h3 pedone del bianco · g2 pedone del bianco · f1 alfiere del bianco · g1 re del bianco | 6 |
| 5 | g8 re del nero · b7 donna del nero · f7 pedone del nero · g7 pedone del nero · g6 pedone del nero · a5 pedone del nero · h5 torre del nero · d4 donna del bianco · h4 torre del bianco · g3 torre del nero · h3 pedone del bianco · g2 pedone del bianco · f1 alfiere del bianco · g1 re del bianco | g8 re del nero · b7 donna del nero · f7 pedone del nero · g7 pedone del nero · g6 pedone del nero · a5 pedone del nero · h5 torre del nero · d4 donna del bianco · h4 torre del bianco · g3 torre del nero · h3 pedone del bianco · g2 pedone del bianco · f1 alfiere del bianco · g1 re del bianco | g8 re del nero · b7 donna del nero · f7 pedone del nero · g7 pedone del nero · g6 pedone del nero · a5 pedone del nero · h5 torre del nero · d4 donna del bianco · h4 torre del bianco · g3 torre del nero · h3 pedone del bianco · g2 pedone del bianco · f1 alfiere del bianco · g1 re del bianco | g8 re del nero · b7 donna del nero · f7 pedone del nero · g7 pedone del nero · g6 pedone del nero · a5 pedone del nero · h5 torre del nero · d4 donna del bianco · h4 torre del bianco · g3 torre del nero · h3 pedone del bianco · g2 pedone del bianco · f1 alfiere del bianco · g1 re del bianco | g8 re del nero · b7 donna del nero · f7 pedone del nero · g7 pedone del nero · g6 pedone del nero · a5 pedone del nero · h5 torre del nero · d4 donna del bianco · h4 torre del bianco · g3 torre del nero · h3 pedone del bianco · g2 pedone del bianco · f1 alfiere del bianco · g1 re del bianco | g8 re del nero · b7 donna del nero · f7 pedone del nero · g7 pedone del nero · g6 pedone del nero · a5 pedone del nero · h5 torre del nero · d4 donna del bianco · h4 torre del bianco · g3 torre del nero · h3 pedone del bianco · g2 pedone del bianco · f1 alfiere del bianco · g1 re del bianco | g8 re del nero · b7 donna del nero · f7 pedone del nero · g7 pedone del nero · g6 pedone del nero · a5 pedone del nero · h5 torre del nero · d4 donna del bianco · h4 torre del bianco · g3 torre del nero · h3 pedone del bianco · g2 pedone del bianco · f1 alfiere del bianco · g1 re del bianco | g8 re del nero · b7 donna del nero · f7 pedone del nero · g7 pedone del nero · g6 pedone del nero · a5 pedone del nero · h5 torre del nero · d4 donna del bianco · h4 torre del bianco · g3 torre del nero · h3 pedone del bianco · g2 pedone del bianco · f1 alfiere del bianco · g1 re del bianco | 5 |
| 4 | g8 re del nero · b7 donna del nero · f7 pedone del nero · g7 pedone del nero · g6 pedone del nero · a5 pedone del nero · h5 torre del nero · d4 donna del bianco · h4 torre del bianco · g3 torre del nero · h3 pedone del bianco · g2 pedone del bianco · f1 alfiere del bianco · g1 re del bianco | g8 re del nero · b7 donna del nero · f7 pedone del nero · g7 pedone del nero · g6 pedone del nero · a5 pedone del nero · h5 torre del nero · d4 donna del bianco · h4 torre del bianco · g3 torre del nero · h3 pedone del bianco · g2 pedone del bianco · f1 alfiere del bianco · g1 re del bianco | g8 re del nero · b7 donna del nero · f7 pedone del nero · g7 pedone del nero · g6 pedone del nero · a5 pedone del nero · h5 torre del nero · d4 donna del bianco · h4 torre del bianco · g3 torre del nero · h3 pedone del bianco · g2 pedone del bianco · f1 alfiere del bianco · g1 re del bianco | g8 re del nero · b7 donna del nero · f7 pedone del nero · g7 pedone del nero · g6 pedone del nero · a5 pedone del nero · h5 torre del nero · d4 donna del bianco · h4 torre del bianco · g3 torre del nero · h3 pedone del bianco · g2 pedone del bianco · f1 alfiere del bianco · g1 re del bianco | g8 re del nero · b7 donna del nero · f7 pedone del nero · g7 pedone del nero · g6 pedone del nero · a5 pedone del nero · h5 torre del nero · d4 donna del bianco · h4 torre del bianco · g3 torre del nero · h3 pedone del bianco · g2 pedone del bianco · f1 alfiere del bianco · g1 re del bianco | g8 re del nero · b7 donna del nero · f7 pedone del nero · g7 pedone del nero · g6 pedone del nero · a5 pedone del nero · h5 torre del nero · d4 donna del bianco · h4 torre del bianco · g3 torre del nero · h3 pedone del bianco · g2 pedone del bianco · f1 alfiere del bianco · g1 re del bianco | g8 re del nero · b7 donna del nero · f7 pedone del nero · g7 pedone del nero · g6 pedone del nero · a5 pedone del nero · h5 torre del nero · d4 donna del bianco · h4 torre del bianco · g3 torre del nero · h3 pedone del bianco · g2 pedone del bianco · f1 alfiere del bianco · g1 re del bianco | g8 re del nero · b7 donna del nero · f7 pedone del nero · g7 pedone del nero · g6 pedone del nero · a5 pedone del nero · h5 torre del nero · d4 donna del bianco · h4 torre del bianco · g3 torre del nero · h3 pedone del bianco · g2 pedone del bianco · f1 alfiere del bianco · g1 re del bianco | 4 |
| 3 | g8 re del nero · b7 donna del nero · f7 pedone del nero · g7 pedone del nero · g6 pedone del nero · a5 pedone del nero · h5 torre del nero · d4 donna del bianco · h4 torre del bianco · g3 torre del nero · h3 pedone del bianco · g2 pedone del bianco · f1 alfiere del bianco · g1 re del bianco | g8 re del nero · b7 donna del nero · f7 pedone del nero · g7 pedone del nero · g6 pedone del nero · a5 pedone del nero · h5 torre del nero · d4 donna del bianco · h4 torre del bianco · g3 torre del nero · h3 pedone del bianco · g2 pedone del bianco · f1 alfiere del bianco · g1 re del bianco | g8 re del nero · b7 donna del nero · f7 pedone del nero · g7 pedone del nero · g6 pedone del nero · a5 pedone del nero · h5 torre del nero · d4 donna del bianco · h4 torre del bianco · g3 torre del nero · h3 pedone del bianco · g2 pedone del bianco · f1 alfiere del bianco · g1 re del bianco | g8 re del nero · b7 donna del nero · f7 pedone del nero · g7 pedone del nero · g6 pedone del nero · a5 pedone del nero · h5 torre del nero · d4 donna del bianco · h4 torre del bianco · g3 torre del nero · h3 pedone del bianco · g2 pedone del bianco · f1 alfiere del bianco · g1 re del bianco | g8 re del nero · b7 donna del nero · f7 pedone del nero · g7 pedone del nero · g6 pedone del nero · a5 pedone del nero · h5 torre del nero · d4 donna del bianco · h4 torre del bianco · g3 torre del nero · h3 pedone del bianco · g2 pedone del bianco · f1 alfiere del bianco · g1 re del bianco | g8 re del nero · b7 donna del nero · f7 pedone del nero · g7 pedone del nero · g6 pedone del nero · a5 pedone del nero · h5 torre del nero · d4 donna del bianco · h4 torre del bianco · g3 torre del nero · h3 pedone del bianco · g2 pedone del bianco · f1 alfiere del bianco · g1 re del bianco | g8 re del nero · b7 donna del nero · f7 pedone del nero · g7 pedone del nero · g6 pedone del nero · a5 pedone del nero · h5 torre del nero · d4 donna del bianco · h4 torre del bianco · g3 torre del nero · h3 pedone del bianco · g2 pedone del bianco · f1 alfiere del bianco · g1 re del bianco | g8 re del nero · b7 donna del nero · f7 pedone del nero · g7 pedone del nero · g6 pedone del nero · a5 pedone del nero · h5 torre del nero · d4 donna del bianco · h4 torre del bianco · g3 torre del nero · h3 pedone del bianco · g2 pedone del bianco · f1 alfiere del bianco · g1 re del bianco | 3 |
| 2 | g8 re del nero · b7 donna del nero · f7 pedone del nero · g7 pedone del nero · g6 pedone del nero · a5 pedone del nero · h5 torre del nero · d4 donna del bianco · h4 torre del bianco · g3 torre del nero · h3 pedone del bianco · g2 pedone del bianco · f1 alfiere del bianco · g1 re del bianco | g8 re del nero · b7 donna del nero · f7 pedone del nero · g7 pedone del nero · g6 pedone del nero · a5 pedone del nero · h5 torre del nero · d4 donna del bianco · h4 torre del bianco · g3 torre del nero · h3 pedone del bianco · g2 pedone del bianco · f1 alfiere del bianco · g1 re del bianco | g8 re del nero · b7 donna del nero · f7 pedone del nero · g7 pedone del nero · g6 pedone del nero · a5 pedone del nero · h5 torre del nero · d4 donna del bianco · h4 torre del bianco · g3 torre del nero · h3 pedone del bianco · g2 pedone del bianco · f1 alfiere del bianco · g1 re del bianco | g8 re del nero · b7 donna del nero · f7 pedone del nero · g7 pedone del nero · g6 pedone del nero · a5 pedone del nero · h5 torre del nero · d4 donna del bianco · h4 torre del bianco · g3 torre del nero · h3 pedone del bianco · g2 pedone del bianco · f1 alfiere del bianco · g1 re del bianco | g8 re del nero · b7 donna del nero · f7 pedone del nero · g7 pedone del nero · g6 pedone del nero · a5 pedone del nero · h5 torre del nero · d4 donna del bianco · h4 torre del bianco · g3 torre del nero · h3 pedone del bianco · g2 pedone del bianco · f1 alfiere del bianco · g1 re del bianco | g8 re del nero · b7 donna del nero · f7 pedone del nero · g7 pedone del nero · g6 pedone del nero · a5 pedone del nero · h5 torre del nero · d4 donna del bianco · h4 torre del bianco · g3 torre del nero · h3 pedone del bianco · g2 pedone del bianco · f1 alfiere del bianco · g1 re del bianco | g8 re del nero · b7 donna del nero · f7 pedone del nero · g7 pedone del nero · g6 pedone del nero · a5 pedone del nero · h5 torre del nero · d4 donna del bianco · h4 torre del bianco · g3 torre del nero · h3 pedone del bianco · g2 pedone del bianco · f1 alfiere del bianco · g1 re del bianco | g8 re del nero · b7 donna del nero · f7 pedone del nero · g7 pedone del nero · g6 pedone del nero · a5 pedone del nero · h5 torre del nero · d4 donna del bianco · h4 torre del bianco · g3 torre del nero · h3 pedone del bianco · g2 pedone del bianco · f1 alfiere del bianco · g1 re del bianco | 2 |
| 1 | g8 re del nero · b7 donna del nero · f7 pedone del nero · g7 pedone del nero · g6 pedone del nero · a5 pedone del nero · h5 torre del nero · d4 donna del bianco · h4 torre del bianco · g3 torre del nero · h3 pedone del bianco · g2 pedone del bianco · f1 alfiere del bianco · g1 re del bianco | g8 re del nero · b7 donna del nero · f7 pedone del nero · g7 pedone del nero · g6 pedone del nero · a5 pedone del nero · h5 torre del nero · d4 donna del bianco · h4 torre del bianco · g3 torre del nero · h3 pedone del bianco · g2 pedone del bianco · f1 alfiere del bianco · g1 re del bianco | g8 re del nero · b7 donna del nero · f7 pedone del nero · g7 pedone del nero · g6 pedone del nero · a5 pedone del nero · h5 torre del nero · d4 donna del bianco · h4 torre del bianco · g3 torre del nero · h3 pedone del bianco · g2 pedone del bianco · f1 alfiere del bianco · g1 re del bianco | g8 re del nero · b7 donna del nero · f7 pedone del nero · g7 pedone del nero · g6 pedone del nero · a5 pedone del nero · h5 torre del nero · d4 donna del bianco · h4 torre del bianco · g3 torre del nero · h3 pedone del bianco · g2 pedone del bianco · f1 alfiere del bianco · g1 re del bianco | g8 re del nero · b7 donna del nero · f7 pedone del nero · g7 pedone del nero · g6 pedone del nero · a5 pedone del nero · h5 torre del nero · d4 donna del bianco · h4 torre del bianco · g3 torre del nero · h3 pedone del bianco · g2 pedone del bianco · f1 alfiere del bianco · g1 re del bianco | g8 re del nero · b7 donna del nero · f7 pedone del nero · g7 pedone del nero · g6 pedone del nero · a5 pedone del nero · h5 torre del nero · d4 donna del bianco · h4 torre del bianco · g3 torre del nero · h3 pedone del bianco · g2 pedone del bianco · f1 alfiere del bianco · g1 re del bianco | g8 re del nero · b7 donna del nero · f7 pedone del nero · g7 pedone del nero · g6 pedone del nero · a5 pedone del nero · h5 torre del nero · d4 donna del bianco · h4 torre del bianco · g3 torre del nero · h3 pedone del bianco · g2 pedone del bianco · f1 alfiere del bianco · g1 re del bianco | g8 re del nero · b7 donna del nero · f7 pedone del nero · g7 pedone del nero · g6 pedone del nero · a5 pedone del nero · h5 torre del nero · d4 donna del bianco · h4 torre del bianco · g3 torre del nero · h3 pedone del bianco · g2 pedone del bianco · f1 alfiere del bianco · g1 re del bianco | 1 |
|   | a | b | c | d | e | f | g | h |   |

Il Nero muove
1…Txh4
aspettandosi la risposta 2.Dxh4, che gli consente di proseguire in una situazione di vantaggio, ma il Bianco con una zwischenzug: 
2.Dd8+
il seguito è
2…Rh7
3.Dxh4+ Rg8
4.Dxg3
e il Bianco passa in vantaggio e vince.

## Esempio 2
|   | a | b | c | d | e | f | g | h |   |
| 8 | a8 torre del nero · b8 alfiere del bianco · c8 alfiere del nero · d8 donna del nero · e8 re del nero · h8 torre del nero · a7 pedone del nero · b7 pedone del nero · f7 pedone del nero · g7 pedone del nero · h7 pedone del nero · f6 cavallo del nero · b4 alfiere del nero · c4 pedone del nero · d4 pedone del bianco · a2 pedone del bianco · b2 pedone del bianco · e2 alfiere del bianco · g2 pedone del bianco · h2 pedone del bianco · a1 torre del bianco · b1 cavallo del bianco · d1 donna del bianco · f1 re del bianco · g1 cavallo del bianco · h1 torre del bianco | a8 torre del nero · b8 alfiere del bianco · c8 alfiere del nero · d8 donna del nero · e8 re del nero · h8 torre del nero · a7 pedone del nero · b7 pedone del nero · f7 pedone del nero · g7 pedone del nero · h7 pedone del nero · f6 cavallo del nero · b4 alfiere del nero · c4 pedone del nero · d4 pedone del bianco · a2 pedone del bianco · b2 pedone del bianco · e2 alfiere del bianco · g2 pedone del bianco · h2 pedone del bianco · a1 torre del bianco · b1 cavallo del bianco · d1 donna del bianco · f1 re del bianco · g1 cavallo del bianco · h1 torre del bianco | a8 torre del nero · b8 alfiere del bianco · c8 alfiere del nero · d8 donna del nero · e8 re del nero · h8 torre del nero · a7 pedone del nero · b7 pedone del nero · f7 pedone del nero · g7 pedone del nero · h7 pedone del nero · f6 cavallo del nero · b4 alfiere del nero · c4 pedone del nero · d4 pedone del bianco · a2 pedone del bianco · b2 pedone del bianco · e2 alfiere del bianco · g2 pedone del bianco · h2 pedone del bianco · a1 torre del bianco · b1 cavallo del bianco · d1 donna del bianco · f1 re del bianco · g1 cavallo del bianco · h1 torre del bianco | a8 torre del nero · b8 alfiere del bianco · c8 alfiere del nero · d8 donna del nero · e8 re del nero · h8 torre del nero · a7 pedone del nero · b7 pedone del nero · f7 pedone del nero · g7 pedone del nero · h7 pedone del nero · f6 cavallo del nero · b4 alfiere del nero · c4 pedone del nero · d4 pedone del bianco · a2 pedone del bianco · b2 pedone del bianco · e2 alfiere del bianco · g2 pedone del bianco · h2 pedone del bianco · a1 torre del bianco · b1 cavallo del bianco · d1 donna del bianco · f1 re del bianco · g1 cavallo del bianco · h1 torre del bianco | a8 torre del nero · b8 alfiere del bianco · c8 alfiere del nero · d8 donna del nero · e8 re del nero · h8 torre del nero · a7 pedone del nero · b7 pedone del nero · f7 pedone del nero · g7 pedone del nero · h7 pedone del nero · f6 cavallo del nero · b4 alfiere del nero · c4 pedone del nero · d4 pedone del bianco · a2 pedone del bianco · b2 pedone del bianco · e2 alfiere del bianco · g2 pedone del bianco · h2 pedone del bianco · a1 torre del bianco · b1 cavallo del bianco · d1 donna del bianco · f1 re del bianco · g1 cavallo del bianco · h1 torre del bianco | a8 torre del nero · b8 alfiere del bianco · c8 alfiere del nero · d8 donna del nero · e8 re del nero · h8 torre del nero · a7 pedone del nero · b7 pedone del nero · f7 pedone del nero · g7 pedone del nero · h7 pedone del nero · f6 cavallo del nero · b4 alfiere del nero · c4 pedone del nero · d4 pedone del bianco · a2 pedone del bianco · b2 pedone del bianco · e2 alfiere del bianco · g2 pedone del bianco · h2 pedone del bianco · a1 torre del bianco · b1 cavallo del bianco · d1 donna del bianco · f1 re del bianco · g1 cavallo del bianco · h1 torre del bianco | a8 torre del nero · b8 alfiere del bianco · c8 alfiere del nero · d8 donna del nero · e8 re del nero · h8 torre del nero · a7 pedone del nero · b7 pedone del nero · f7 pedone del nero · g7 pedone del nero · h7 pedone del nero · f6 cavallo del nero · b4 alfiere del nero · c4 pedone del nero · d4 pedone del bianco · a2 pedone del bianco · b2 pedone del bianco · e2 alfiere del bianco · g2 pedone del bianco · h2 pedone del bianco · a1 torre del bianco · b1 cavallo del bianco · d1 donna del bianco · f1 re del bianco · g1 cavallo del bianco · h1 torre del bianco | a8 torre del nero · b8 alfiere del bianco · c8 alfiere del nero · d8 donna del nero · e8 re del nero · h8 torre del nero · a7 pedone del nero · b7 pedone del nero · f7 pedone del nero · g7 pedone del nero · h7 pedone del nero · f6 cavallo del nero · b4 alfiere del nero · c4 pedone del nero · d4 pedone del bianco · a2 pedone del bianco · b2 pedone del bianco · e2 alfiere del bianco · g2 pedone del bianco · h2 pedone del bianco · a1 torre del bianco · b1 cavallo del bianco · d1 donna del bianco · f1 re del bianco · g1 cavallo del bianco · h1 torre del bianco | 8 |
| 7 | a8 torre del nero · b8 alfiere del bianco · c8 alfiere del nero · d8 donna del nero · e8 re del nero · h8 torre del nero · a7 pedone del nero · b7 pedone del nero · f7 pedone del nero · g7 pedone del nero · h7 pedone del nero · f6 cavallo del nero · b4 alfiere del nero · c4 pedone del nero · d4 pedone del bianco · a2 pedone del bianco · b2 pedone del bianco · e2 alfiere del bianco · g2 pedone del bianco · h2 pedone del bianco · a1 torre del bianco · b1 cavallo del bianco · d1 donna del bianco · f1 re del bianco · g1 cavallo del bianco · h1 torre del bianco | a8 torre del nero · b8 alfiere del bianco · c8 alfiere del nero · d8 donna del nero · e8 re del nero · h8 torre del nero · a7 pedone del nero · b7 pedone del nero · f7 pedone del nero · g7 pedone del nero · h7 pedone del nero · f6 cavallo del nero · b4 alfiere del nero · c4 pedone del nero · d4 pedone del bianco · a2 pedone del bianco · b2 pedone del bianco · e2 alfiere del bianco · g2 pedone del bianco · h2 pedone del bianco · a1 torre del bianco · b1 cavallo del bianco · d1 donna del bianco · f1 re del bianco · g1 cavallo del bianco · h1 torre del bianco | a8 torre del nero · b8 alfiere del bianco · c8 alfiere del nero · d8 donna del nero · e8 re del nero · h8 torre del nero · a7 pedone del nero · b7 pedone del nero · f7 pedone del nero · g7 pedone del nero · h7 pedone del nero · f6 cavallo del nero · b4 alfiere del nero · c4 pedone del nero · d4 pedone del bianco · a2 pedone del bianco · b2 pedone del bianco · e2 alfiere del bianco · g2 pedone del bianco · h2 pedone del bianco · a1 torre del bianco · b1 cavallo del bianco · d1 donna del bianco · f1 re del bianco · g1 cavallo del bianco · h1 torre del bianco | a8 torre del nero · b8 alfiere del bianco · c8 alfiere del nero · d8 donna del nero · e8 re del nero · h8 torre del nero · a7 pedone del nero · b7 pedone del nero · f7 pedone del nero · g7 pedone del nero · h7 pedone del nero · f6 cavallo del nero · b4 alfiere del nero · c4 pedone del nero · d4 pedone del bianco · a2 pedone del bianco · b2 pedone del bianco · e2 alfiere del bianco · g2 pedone del bianco · h2 pedone del bianco · a1 torre del bianco · b1 cavallo del bianco · d1 donna del bianco · f1 re del bianco · g1 cavallo del bianco · h1 torre del bianco | a8 torre del nero · b8 alfiere del bianco · c8 alfiere del nero · d8 donna del nero · e8 re del nero · h8 torre del nero · a7 pedone del nero · b7 pedone del nero · f7 pedone del nero · g7 pedone del nero · h7 pedone del nero · f6 cavallo del nero · b4 alfiere del nero · c4 pedone del nero · d4 pedone del bianco · a2 pedone del bianco · b2 pedone del bianco · e2 alfiere del bianco · g2 pedone del bianco · h2 pedone del bianco · a1 torre del bianco · b1 cavallo del bianco · d1 donna del bianco · f1 re del bianco · g1 cavallo del bianco · h1 torre del bianco | a8 torre del nero · b8 alfiere del bianco · c8 alfiere del nero · d8 donna del nero · e8 re del nero · h8 torre del nero · a7 pedone del nero · b7 pedone del nero · f7 pedone del nero · g7 pedone del nero · h7 pedone del nero · f6 cavallo del nero · b4 alfiere del nero · c4 pedone del nero · d4 pedone del bianco · a2 pedone del bianco · b2 pedone del bianco · e2 alfiere del bianco · g2 pedone del bianco · h2 pedone del bianco · a1 torre del bianco · b1 cavallo del bianco · d1 donna del bianco · f1 re del bianco · g1 cavallo del bianco · h1 torre del bianco | a8 torre del nero · b8 alfiere del bianco · c8 alfiere del nero · d8 donna del nero · e8 re del nero · h8 torre del nero · a7 pedone del nero · b7 pedone del nero · f7 pedone del nero · g7 pedone del nero · h7 pedone del nero · f6 cavallo del nero · b4 alfiere del nero · c4 pedone del nero · d4 pedone del bianco · a2 pedone del bianco · b2 pedone del bianco · e2 alfiere del bianco · g2 pedone del bianco · h2 pedone del bianco · a1 torre del bianco · b1 cavallo del bianco · d1 donna del bianco · f1 re del bianco · g1 cavallo del bianco · h1 torre del bianco | a8 torre del nero · b8 alfiere del bianco · c8 alfiere del nero · d8 donna del nero · e8 re del nero · h8 torre del nero · a7 pedone del nero · b7 pedone del nero · f7 pedone del nero · g7 pedone del nero · h7 pedone del nero · f6 cavallo del nero · b4 alfiere del nero · c4 pedone del nero · d4 pedone del bianco · a2 pedone del bianco · b2 pedone del bianco · e2 alfiere del bianco · g2 pedone del bianco · h2 pedone del bianco · a1 torre del bianco · b1 cavallo del bianco · d1 donna del bianco · f1 re del bianco · g1 cavallo del bianco · h1 torre del bianco | 7 |
| 6 | a8 torre del nero · b8 alfiere del bianco · c8 alfiere del nero · d8 donna del nero · e8 re del nero · h8 torre del nero · a7 pedone del nero · b7 pedone del nero · f7 pedone del nero · g7 pedone del nero · h7 pedone del nero · f6 cavallo del nero · b4 alfiere del nero · c4 pedone del nero · d4 pedone del bianco · a2 pedone del bianco · b2 pedone del bianco · e2 alfiere del bianco · g2 pedone del bianco · h2 pedone del bianco · a1 torre del bianco · b1 cavallo del bianco · d1 donna del bianco · f1 re del bianco · g1 cavallo del bianco · h1 torre del bianco | a8 torre del nero · b8 alfiere del bianco · c8 alfiere del nero · d8 donna del nero · e8 re del nero · h8 torre del nero · a7 pedone del nero · b7 pedone del nero · f7 pedone del nero · g7 pedone del nero · h7 pedone del nero · f6 cavallo del nero · b4 alfiere del nero · c4 pedone del nero · d4 pedone del bianco · a2 pedone del bianco · b2 pedone del bianco · e2 alfiere del bianco · g2 pedone del bianco · h2 pedone del bianco · a1 torre del bianco · b1 cavallo del bianco · d1 donna del bianco · f1 re del bianco · g1 cavallo del bianco · h1 torre del bianco | a8 torre del nero · b8 alfiere del bianco · c8 alfiere del nero · d8 donna del nero · e8 re del nero · h8 torre del nero · a7 pedone del nero · b7 pedone del nero · f7 pedone del nero · g7 pedone del nero · h7 pedone del nero · f6 cavallo del nero · b4 alfiere del nero · c4 pedone del nero · d4 pedone del bianco · a2 pedone del bianco · b2 pedone del bianco · e2 alfiere del bianco · g2 pedone del bianco · h2 pedone del bianco · a1 torre del bianco · b1 cavallo del bianco · d1 donna del bianco · f1 re del bianco · g1 cavallo del bianco · h1 torre del bianco | a8 torre del nero · b8 alfiere del bianco · c8 alfiere del nero · d8 donna del nero · e8 re del nero · h8 torre del nero · a7 pedone del nero · b7 pedone del nero · f7 pedone del nero · g7 pedone del nero · h7 pedone del nero · f6 cavallo del nero · b4 alfiere del nero · c4 pedone del nero · d4 pedone del bianco · a2 pedone del bianco · b2 pedone del bianco · e2 alfiere del bianco · g2 pedone del bianco · h2 pedone del bianco · a1 torre del bianco · b1 cavallo del bianco · d1 donna del bianco · f1 re del bianco · g1 cavallo del bianco · h1 torre del bianco | a8 torre del nero · b8 alfiere del bianco · c8 alfiere del nero · d8 donna del nero · e8 re del nero · h8 torre del nero · a7 pedone del nero · b7 pedone del nero · f7 pedone del nero · g7 pedone del nero · h7 pedone del nero · f6 cavallo del nero · b4 alfiere del nero · c4 pedone del nero · d4 pedone del bianco · a2 pedone del bianco · b2 pedone del bianco · e2 alfiere del bianco · g2 pedone del bianco · h2 pedone del bianco · a1 torre del bianco · b1 cavallo del bianco · d1 donna del bianco · f1 re del bianco · g1 cavallo del bianco · h1 torre del bianco | a8 torre del nero · b8 alfiere del bianco · c8 alfiere del nero · d8 donna del nero · e8 re del nero · h8 torre del nero · a7 pedone del nero · b7 pedone del nero · f7 pedone del nero · g7 pedone del nero · h7 pedone del nero · f6 cavallo del nero · b4 alfiere del nero · c4 pedone del nero · d4 pedone del bianco · a2 pedone del bianco · b2 pedone del bianco · e2 alfiere del bianco · g2 pedone del bianco · h2 pedone del bianco · a1 torre del bianco · b1 cavallo del bianco · d1 donna del bianco · f1 re del bianco · g1 cavallo del bianco · h1 torre del bianco | a8 torre del nero · b8 alfiere del bianco · c8 alfiere del nero · d8 donna del nero · e8 re del nero · h8 torre del nero · a7 pedone del nero · b7 pedone del nero · f7 pedone del nero · g7 pedone del nero · h7 pedone del nero · f6 cavallo del nero · b4 alfiere del nero · c4 pedone del nero · d4 pedone del bianco · a2 pedone del bianco · b2 pedone del bianco · e2 alfiere del bianco · g2 pedone del bianco · h2 pedone del bianco · a1 torre del bianco · b1 cavallo del bianco · d1 donna del bianco · f1 re del bianco · g1 cavallo del bianco · h1 torre del bianco | a8 torre del nero · b8 alfiere del bianco · c8 alfiere del nero · d8 donna del nero · e8 re del nero · h8 torre del nero · a7 pedone del nero · b7 pedone del nero · f7 pedone del nero · g7 pedone del nero · h7 pedone del nero · f6 cavallo del nero · b4 alfiere del nero · c4 pedone del nero · d4 pedone del bianco · a2 pedone del bianco · b2 pedone del bianco · e2 alfiere del bianco · g2 pedone del bianco · h2 pedone del bianco · a1 torre del bianco · b1 cavallo del bianco · d1 donna del bianco · f1 re del bianco · g1 cavallo del bianco · h1 torre del bianco | 6 |
| 5 | a8 torre del nero · b8 alfiere del bianco · c8 alfiere del nero · d8 donna del nero · e8 re del nero · h8 torre del nero · a7 pedone del nero · b7 pedone del nero · f7 pedone del nero · g7 pedone del nero · h7 pedone del nero · f6 cavallo del nero · b4 alfiere del nero · c4 pedone del nero · d4 pedone del bianco · a2 pedone del bianco · b2 pedone del bianco · e2 alfiere del bianco · g2 pedone del bianco · h2 pedone del bianco · a1 torre del bianco · b1 cavallo del bianco · d1 donna del bianco · f1 re del bianco · g1 cavallo del bianco · h1 torre del bianco | a8 torre del nero · b8 alfiere del bianco · c8 alfiere del nero · d8 donna del nero · e8 re del nero · h8 torre del nero · a7 pedone del nero · b7 pedone del nero · f7 pedone del nero · g7 pedone del nero · h7 pedone del nero · f6 cavallo del nero · b4 alfiere del nero · c4 pedone del nero · d4 pedone del bianco · a2 pedone del bianco · b2 pedone del bianco · e2 alfiere del bianco · g2 pedone del bianco · h2 pedone del bianco · a1 torre del bianco · b1 cavallo del bianco · d1 donna del bianco · f1 re del bianco · g1 cavallo del bianco · h1 torre del bianco | a8 torre del nero · b8 alfiere del bianco · c8 alfiere del nero · d8 donna del nero · e8 re del nero · h8 torre del nero · a7 pedone del nero · b7 pedone del nero · f7 pedone del nero · g7 pedone del nero · h7 pedone del nero · f6 cavallo del nero · b4 alfiere del nero · c4 pedone del nero · d4 pedone del bianco · a2 pedone del bianco · b2 pedone del bianco · e2 alfiere del bianco · g2 pedone del bianco · h2 pedone del bianco · a1 torre del bianco · b1 cavallo del bianco · d1 donna del bianco · f1 re del bianco · g1 cavallo del bianco · h1 torre del bianco | a8 torre del nero · b8 alfiere del bianco · c8 alfiere del nero · d8 donna del nero · e8 re del nero · h8 torre del nero · a7 pedone del nero · b7 pedone del nero · f7 pedone del nero · g7 pedone del nero · h7 pedone del nero · f6 cavallo del nero · b4 alfiere del nero · c4 pedone del nero · d4 pedone del bianco · a2 pedone del bianco · b2 pedone del bianco · e2 alfiere del bianco · g2 pedone del bianco · h2 pedone del bianco · a1 torre del bianco · b1 cavallo del bianco · d1 donna del bianco · f1 re del bianco · g1 cavallo del bianco · h1 torre del bianco | a8 torre del nero · b8 alfiere del bianco · c8 alfiere del nero · d8 donna del nero · e8 re del nero · h8 torre del nero · a7 pedone del nero · b7 pedone del nero · f7 pedone del nero · g7 pedone del nero · h7 pedone del nero · f6 cavallo del nero · b4 alfiere del nero · c4 pedone del nero · d4 pedone del bianco · a2 pedone del bianco · b2 pedone del bianco · e2 alfiere del bianco · g2 pedone del bianco · h2 pedone del bianco · a1 torre del bianco · b1 cavallo del bianco · d1 donna del bianco · f1 re del bianco · g1 cavallo del bianco · h1 torre del bianco | a8 torre del nero · b8 alfiere del bianco · c8 alfiere del nero · d8 donna del nero · e8 re del nero · h8 torre del nero · a7 pedone del nero · b7 pedone del nero · f7 pedone del nero · g7 pedone del nero · h7 pedone del nero · f6 cavallo del nero · b4 alfiere del nero · c4 pedone del nero · d4 pedone del bianco · a2 pedone del bianco · b2 pedone del bianco · e2 alfiere del bianco · g2 pedone del bianco · h2 pedone del bianco · a1 torre del bianco · b1 cavallo del bianco · d1 donna del bianco · f1 re del bianco · g1 cavallo del bianco · h1 torre del bianco | a8 torre del nero · b8 alfiere del bianco · c8 alfiere del nero · d8 donna del nero · e8 re del nero · h8 torre del nero · a7 pedone del nero · b7 pedone del nero · f7 pedone del nero · g7 pedone del nero · h7 pedone del nero · f6 cavallo del nero · b4 alfiere del nero · c4 pedone del nero · d4 pedone del bianco · a2 pedone del bianco · b2 pedone del bianco · e2 alfiere del bianco · g2 pedone del bianco · h2 pedone del bianco · a1 torre del bianco · b1 cavallo del bianco · d1 donna del bianco · f1 re del bianco · g1 cavallo del bianco · h1 torre del bianco | a8 torre del nero · b8 alfiere del bianco · c8 alfiere del nero · d8 donna del nero · e8 re del nero · h8 torre del nero · a7 pedone del nero · b7 pedone del nero · f7 pedone del nero · g7 pedone del nero · h7 pedone del nero · f6 cavallo del nero · b4 alfiere del nero · c4 pedone del nero · d4 pedone del bianco · a2 pedone del bianco · b2 pedone del bianco · e2 alfiere del bianco · g2 pedone del bianco · h2 pedone del bianco · a1 torre del bianco · b1 cavallo del bianco · d1 donna del bianco · f1 re del bianco · g1 cavallo del bianco · h1 torre del bianco | 5 |
| 4 | a8 torre del nero · b8 alfiere del bianco · c8 alfiere del nero · d8 donna del nero · e8 re del nero · h8 torre del nero · a7 pedone del nero · b7 pedone del nero · f7 pedone del nero · g7 pedone del nero · h7 pedone del nero · f6 cavallo del nero · b4 alfiere del nero · c4 pedone del nero · d4 pedone del bianco · a2 pedone del bianco · b2 pedone del bianco · e2 alfiere del bianco · g2 pedone del bianco · h2 pedone del bianco · a1 torre del bianco · b1 cavallo del bianco · d1 donna del bianco · f1 re del bianco · g1 cavallo del bianco · h1 torre del bianco | a8 torre del nero · b8 alfiere del bianco · c8 alfiere del nero · d8 donna del nero · e8 re del nero · h8 torre del nero · a7 pedone del nero · b7 pedone del nero · f7 pedone del nero · g7 pedone del nero · h7 pedone del nero · f6 cavallo del nero · b4 alfiere del nero · c4 pedone del nero · d4 pedone del bianco · a2 pedone del bianco · b2 pedone del bianco · e2 alfiere del bianco · g2 pedone del bianco · h2 pedone del bianco · a1 torre del bianco · b1 cavallo del bianco · d1 donna del bianco · f1 re del bianco · g1 cavallo del bianco · h1 torre del bianco | a8 torre del nero · b8 alfiere del bianco · c8 alfiere del nero · d8 donna del nero · e8 re del nero · h8 torre del nero · a7 pedone del nero · b7 pedone del nero · f7 pedone del nero · g7 pedone del nero · h7 pedone del nero · f6 cavallo del nero · b4 alfiere del nero · c4 pedone del nero · d4 pedone del bianco · a2 pedone del bianco · b2 pedone del bianco · e2 alfiere del bianco · g2 pedone del bianco · h2 pedone del bianco · a1 torre del bianco · b1 cavallo del bianco · d1 donna del bianco · f1 re del bianco · g1 cavallo del bianco · h1 torre del bianco | a8 torre del nero · b8 alfiere del bianco · c8 alfiere del nero · d8 donna del nero · e8 re del nero · h8 torre del nero · a7 pedone del nero · b7 pedone del nero · f7 pedone del nero · g7 pedone del nero · h7 pedone del nero · f6 cavallo del nero · b4 alfiere del nero · c4 pedone del nero · d4 pedone del bianco · a2 pedone del bianco · b2 pedone del bianco · e2 alfiere del bianco · g2 pedone del bianco · h2 pedone del bianco · a1 torre del bianco · b1 cavallo del bianco · d1 donna del bianco · f1 re del bianco · g1 cavallo del bianco · h1 torre del bianco | a8 torre del nero · b8 alfiere del bianco · c8 alfiere del nero · d8 donna del nero · e8 re del nero · h8 torre del nero · a7 pedone del nero · b7 pedone del nero · f7 pedone del nero · g7 pedone del nero · h7 pedone del nero · f6 cavallo del nero · b4 alfiere del nero · c4 pedone del nero · d4 pedone del bianco · a2 pedone del bianco · b2 pedone del bianco · e2 alfiere del bianco · g2 pedone del bianco · h2 pedone del bianco · a1 torre del bianco · b1 cavallo del bianco · d1 donna del bianco · f1 re del bianco · g1 cavallo del bianco · h1 torre del bianco | a8 torre del nero · b8 alfiere del bianco · c8 alfiere del nero · d8 donna del nero · e8 re del nero · h8 torre del nero · a7 pedone del nero · b7 pedone del nero · f7 pedone del nero · g7 pedone del nero · h7 pedone del nero · f6 cavallo del nero · b4 alfiere del nero · c4 pedone del nero · d4 pedone del bianco · a2 pedone del bianco · b2 pedone del bianco · e2 alfiere del bianco · g2 pedone del bianco · h2 pedone del bianco · a1 torre del bianco · b1 cavallo del bianco · d1 donna del bianco · f1 re del bianco · g1 cavallo del bianco · h1 torre del bianco | a8 torre del nero · b8 alfiere del bianco · c8 alfiere del nero · d8 donna del nero · e8 re del nero · h8 torre del nero · a7 pedone del nero · b7 pedone del nero · f7 pedone del nero · g7 pedone del nero · h7 pedone del nero · f6 cavallo del nero · b4 alfiere del nero · c4 pedone del nero · d4 pedone del bianco · a2 pedone del bianco · b2 pedone del bianco · e2 alfiere del bianco · g2 pedone del bianco · h2 pedone del bianco · a1 torre del bianco · b1 cavallo del bianco · d1 donna del bianco · f1 re del bianco · g1 cavallo del bianco · h1 torre del bianco | a8 torre del nero · b8 alfiere del bianco · c8 alfiere del nero · d8 donna del nero · e8 re del nero · h8 torre del nero · a7 pedone del nero · b7 pedone del nero · f7 pedone del nero · g7 pedone del nero · h7 pedone del nero · f6 cavallo del nero · b4 alfiere del nero · c4 pedone del nero · d4 pedone del bianco · a2 pedone del bianco · b2 pedone del bianco · e2 alfiere del bianco · g2 pedone del bianco · h2 pedone del bianco · a1 torre del bianco · b1 cavallo del bianco · d1 donna del bianco · f1 re del bianco · g1 cavallo del bianco · h1 torre del bianco | 4 |
| 3 | a8 torre del nero · b8 alfiere del bianco · c8 alfiere del nero · d8 donna del nero · e8 re del nero · h8 torre del nero · a7 pedone del nero · b7 pedone del nero · f7 pedone del nero · g7 pedone del nero · h7 pedone del nero · f6 cavallo del nero · b4 alfiere del nero · c4 pedone del nero · d4 pedone del bianco · a2 pedone del bianco · b2 pedone del bianco · e2 alfiere del bianco · g2 pedone del bianco · h2 pedone del bianco · a1 torre del bianco · b1 cavallo del bianco · d1 donna del bianco · f1 re del bianco · g1 cavallo del bianco · h1 torre del bianco | a8 torre del nero · b8 alfiere del bianco · c8 alfiere del nero · d8 donna del nero · e8 re del nero · h8 torre del nero · a7 pedone del nero · b7 pedone del nero · f7 pedone del nero · g7 pedone del nero · h7 pedone del nero · f6 cavallo del nero · b4 alfiere del nero · c4 pedone del nero · d4 pedone del bianco · a2 pedone del bianco · b2 pedone del bianco · e2 alfiere del bianco · g2 pedone del bianco · h2 pedone del bianco · a1 torre del bianco · b1 cavallo del bianco · d1 donna del bianco · f1 re del bianco · g1 cavallo del bianco · h1 torre del bianco | a8 torre del nero · b8 alfiere del bianco · c8 alfiere del nero · d8 donna del nero · e8 re del nero · h8 torre del nero · a7 pedone del nero · b7 pedone del nero · f7 pedone del nero · g7 pedone del nero · h7 pedone del nero · f6 cavallo del nero · b4 alfiere del nero · c4 pedone del nero · d4 pedone del bianco · a2 pedone del bianco · b2 pedone del bianco · e2 alfiere del bianco · g2 pedone del bianco · h2 pedone del bianco · a1 torre del bianco · b1 cavallo del bianco · d1 donna del bianco · f1 re del bianco · g1 cavallo del bianco · h1 torre del bianco | a8 torre del nero · b8 alfiere del bianco · c8 alfiere del nero · d8 donna del nero · e8 re del nero · h8 torre del nero · a7 pedone del nero · b7 pedone del nero · f7 pedone del nero · g7 pedone del nero · h7 pedone del nero · f6 cavallo del nero · b4 alfiere del nero · c4 pedone del nero · d4 pedone del bianco · a2 pedone del bianco · b2 pedone del bianco · e2 alfiere del bianco · g2 pedone del bianco · h2 pedone del bianco · a1 torre del bianco · b1 cavallo del bianco · d1 donna del bianco · f1 re del bianco · g1 cavallo del bianco · h1 torre del bianco | a8 torre del nero · b8 alfiere del bianco · c8 alfiere del nero · d8 donna del nero · e8 re del nero · h8 torre del nero · a7 pedone del nero · b7 pedone del nero · f7 pedone del nero · g7 pedone del nero · h7 pedone del nero · f6 cavallo del nero · b4 alfiere del nero · c4 pedone del nero · d4 pedone del bianco · a2 pedone del bianco · b2 pedone del bianco · e2 alfiere del bianco · g2 pedone del bianco · h2 pedone del bianco · a1 torre del bianco · b1 cavallo del bianco · d1 donna del bianco · f1 re del bianco · g1 cavallo del bianco · h1 torre del bianco | a8 torre del nero · b8 alfiere del bianco · c8 alfiere del nero · d8 donna del nero · e8 re del nero · h8 torre del nero · a7 pedone del nero · b7 pedone del nero · f7 pedone del nero · g7 pedone del nero · h7 pedone del nero · f6 cavallo del nero · b4 alfiere del nero · c4 pedone del nero · d4 pedone del bianco · a2 pedone del bianco · b2 pedone del bianco · e2 alfiere del bianco · g2 pedone del bianco · h2 pedone del bianco · a1 torre del bianco · b1 cavallo del bianco · d1 donna del bianco · f1 re del bianco · g1 cavallo del bianco · h1 torre del bianco | a8 torre del nero · b8 alfiere del bianco · c8 alfiere del nero · d8 donna del nero · e8 re del nero · h8 torre del nero · a7 pedone del nero · b7 pedone del nero · f7 pedone del nero · g7 pedone del nero · h7 pedone del nero · f6 cavallo del nero · b4 alfiere del nero · c4 pedone del nero · d4 pedone del bianco · a2 pedone del bianco · b2 pedone del bianco · e2 alfiere del bianco · g2 pedone del bianco · h2 pedone del bianco · a1 torre del bianco · b1 cavallo del bianco · d1 donna del bianco · f1 re del bianco · g1 cavallo del bianco · h1 torre del bianco | a8 torre del nero · b8 alfiere del bianco · c8 alfiere del nero · d8 donna del nero · e8 re del nero · h8 torre del nero · a7 pedone del nero · b7 pedone del nero · f7 pedone del nero · g7 pedone del nero · h7 pedone del nero · f6 cavallo del nero · b4 alfiere del nero · c4 pedone del nero · d4 pedone del bianco · a2 pedone del bianco · b2 pedone del bianco · e2 alfiere del bianco · g2 pedone del bianco · h2 pedone del bianco · a1 torre del bianco · b1 cavallo del bianco · d1 donna del bianco · f1 re del bianco · g1 cavallo del bianco · h1 torre del bianco | 3 |
| 2 | a8 torre del nero · b8 alfiere del bianco · c8 alfiere del nero · d8 donna del nero · e8 re del nero · h8 torre del nero · a7 pedone del nero · b7 pedone del nero · f7 pedone del nero · g7 pedone del nero · h7 pedone del nero · f6 cavallo del nero · b4 alfiere del nero · c4 pedone del nero · d4 pedone del bianco · a2 pedone del bianco · b2 pedone del bianco · e2 alfiere del bianco · g2 pedone del bianco · h2 pedone del bianco · a1 torre del bianco · b1 cavallo del bianco · d1 donna del bianco · f1 re del bianco · g1 cavallo del bianco · h1 torre del bianco | a8 torre del nero · b8 alfiere del bianco · c8 alfiere del nero · d8 donna del nero · e8 re del nero · h8 torre del nero · a7 pedone del nero · b7 pedone del nero · f7 pedone del nero · g7 pedone del nero · h7 pedone del nero · f6 cavallo del nero · b4 alfiere del nero · c4 pedone del nero · d4 pedone del bianco · a2 pedone del bianco · b2 pedone del bianco · e2 alfiere del bianco · g2 pedone del bianco · h2 pedone del bianco · a1 torre del bianco · b1 cavallo del bianco · d1 donna del bianco · f1 re del bianco · g1 cavallo del bianco · h1 torre del bianco | a8 torre del nero · b8 alfiere del bianco · c8 alfiere del nero · d8 donna del nero · e8 re del nero · h8 torre del nero · a7 pedone del nero · b7 pedone del nero · f7 pedone del nero · g7 pedone del nero · h7 pedone del nero · f6 cavallo del nero · b4 alfiere del nero · c4 pedone del nero · d4 pedone del bianco · a2 pedone del bianco · b2 pedone del bianco · e2 alfiere del bianco · g2 pedone del bianco · h2 pedone del bianco · a1 torre del bianco · b1 cavallo del bianco · d1 donna del bianco · f1 re del bianco · g1 cavallo del bianco · h1 torre del bianco | a8 torre del nero · b8 alfiere del bianco · c8 alfiere del nero · d8 donna del nero · e8 re del nero · h8 torre del nero · a7 pedone del nero · b7 pedone del nero · f7 pedone del nero · g7 pedone del nero · h7 pedone del nero · f6 cavallo del nero · b4 alfiere del nero · c4 pedone del nero · d4 pedone del bianco · a2 pedone del bianco · b2 pedone del bianco · e2 alfiere del bianco · g2 pedone del bianco · h2 pedone del bianco · a1 torre del bianco · b1 cavallo del bianco · d1 donna del bianco · f1 re del bianco · g1 cavallo del bianco · h1 torre del bianco | a8 torre del nero · b8 alfiere del bianco · c8 alfiere del nero · d8 donna del nero · e8 re del nero · h8 torre del nero · a7 pedone del nero · b7 pedone del nero · f7 pedone del nero · g7 pedone del nero · h7 pedone del nero · f6 cavallo del nero · b4 alfiere del nero · c4 pedone del nero · d4 pedone del bianco · a2 pedone del bianco · b2 pedone del bianco · e2 alfiere del bianco · g2 pedone del bianco · h2 pedone del bianco · a1 torre del bianco · b1 cavallo del bianco · d1 donna del bianco · f1 re del bianco · g1 cavallo del bianco · h1 torre del bianco | a8 torre del nero · b8 alfiere del bianco · c8 alfiere del nero · d8 donna del nero · e8 re del nero · h8 torre del nero · a7 pedone del nero · b7 pedone del nero · f7 pedone del nero · g7 pedone del nero · h7 pedone del nero · f6 cavallo del nero · b4 alfiere del nero · c4 pedone del nero · d4 pedone del bianco · a2 pedone del bianco · b2 pedone del bianco · e2 alfiere del bianco · g2 pedone del bianco · h2 pedone del bianco · a1 torre del bianco · b1 cavallo del bianco · d1 donna del bianco · f1 re del bianco · g1 cavallo del bianco · h1 torre del bianco | a8 torre del nero · b8 alfiere del bianco · c8 alfiere del nero · d8 donna del nero · e8 re del nero · h8 torre del nero · a7 pedone del nero · b7 pedone del nero · f7 pedone del nero · g7 pedone del nero · h7 pedone del nero · f6 cavallo del nero · b4 alfiere del nero · c4 pedone del nero · d4 pedone del bianco · a2 pedone del bianco · b2 pedone del bianco · e2 alfiere del bianco · g2 pedone del bianco · h2 pedone del bianco · a1 torre del bianco · b1 cavallo del bianco · d1 donna del bianco · f1 re del bianco · g1 cavallo del bianco · h1 torre del bianco | a8 torre del nero · b8 alfiere del bianco · c8 alfiere del nero · d8 donna del nero · e8 re del nero · h8 torre del nero · a7 pedone del nero · b7 pedone del nero · f7 pedone del nero · g7 pedone del nero · h7 pedone del nero · f6 cavallo del nero · b4 alfiere del nero · c4 pedone del nero · d4 pedone del bianco · a2 pedone del bianco · b2 pedone del bianco · e2 alfiere del bianco · g2 pedone del bianco · h2 pedone del bianco · a1 torre del bianco · b1 cavallo del bianco · d1 donna del bianco · f1 re del bianco · g1 cavallo del bianco · h1 torre del bianco | 2 |
| 1 | a8 torre del nero · b8 alfiere del bianco · c8 alfiere del nero · d8 donna del nero · e8 re del nero · h8 torre del nero · a7 pedone del nero · b7 pedone del nero · f7 pedone del nero · g7 pedone del nero · h7 pedone del nero · f6 cavallo del nero · b4 alfiere del nero · c4 pedone del nero · d4 pedone del bianco · a2 pedone del bianco · b2 pedone del bianco · e2 alfiere del bianco · g2 pedone del bianco · h2 pedone del bianco · a1 torre del bianco · b1 cavallo del bianco · d1 donna del bianco · f1 re del bianco · g1 cavallo del bianco · h1 torre del bianco | a8 torre del nero · b8 alfiere del bianco · c8 alfiere del nero · d8 donna del nero · e8 re del nero · h8 torre del nero · a7 pedone del nero · b7 pedone del nero · f7 pedone del nero · g7 pedone del nero · h7 pedone del nero · f6 cavallo del nero · b4 alfiere del nero · c4 pedone del nero · d4 pedone del bianco · a2 pedone del bianco · b2 pedone del bianco · e2 alfiere del bianco · g2 pedone del bianco · h2 pedone del bianco · a1 torre del bianco · b1 cavallo del bianco · d1 donna del bianco · f1 re del bianco · g1 cavallo del bianco · h1 torre del bianco | a8 torre del nero · b8 alfiere del bianco · c8 alfiere del nero · d8 donna del nero · e8 re del nero · h8 torre del nero · a7 pedone del nero · b7 pedone del nero · f7 pedone del nero · g7 pedone del nero · h7 pedone del nero · f6 cavallo del nero · b4 alfiere del nero · c4 pedone del nero · d4 pedone del bianco · a2 pedone del bianco · b2 pedone del bianco · e2 alfiere del bianco · g2 pedone del bianco · h2 pedone del bianco · a1 torre del bianco · b1 cavallo del bianco · d1 donna del bianco · f1 re del bianco · g1 cavallo del bianco · h1 torre del bianco | a8 torre del nero · b8 alfiere del bianco · c8 alfiere del nero · d8 donna del nero · e8 re del nero · h8 torre del nero · a7 pedone del nero · b7 pedone del nero · f7 pedone del nero · g7 pedone del nero · h7 pedone del nero · f6 cavallo del nero · b4 alfiere del nero · c4 pedone del nero · d4 pedone del bianco · a2 pedone del bianco · b2 pedone del bianco · e2 alfiere del bianco · g2 pedone del bianco · h2 pedone del bianco · a1 torre del bianco · b1 cavallo del bianco · d1 donna del bianco · f1 re del bianco · g1 cavallo del bianco · h1 torre del bianco | a8 torre del nero · b8 alfiere del bianco · c8 alfiere del nero · d8 donna del nero · e8 re del nero · h8 torre del nero · a7 pedone del nero · b7 pedone del nero · f7 pedone del nero · g7 pedone del nero · h7 pedone del nero · f6 cavallo del nero · b4 alfiere del nero · c4 pedone del nero · d4 pedone del bianco · a2 pedone del bianco · b2 pedone del bianco · e2 alfiere del bianco · g2 pedone del bianco · h2 pedone del bianco · a1 torre del bianco · b1 cavallo del bianco · d1 donna del bianco · f1 re del bianco · g1 cavallo del bianco · h1 torre del bianco | a8 torre del nero · b8 alfiere del bianco · c8 alfiere del nero · d8 donna del nero · e8 re del nero · h8 torre del nero · a7 pedone del nero · b7 pedone del nero · f7 pedone del nero · g7 pedone del nero · h7 pedone del nero · f6 cavallo del nero · b4 alfiere del nero · c4 pedone del nero · d4 pedone del bianco · a2 pedone del bianco · b2 pedone del bianco · e2 alfiere del bianco · g2 pedone del bianco · h2 pedone del bianco · a1 torre del bianco · b1 cavallo del bianco · d1 donna del bianco · f1 re del bianco · g1 cavallo del bianco · h1 torre del bianco | a8 torre del nero · b8 alfiere del bianco · c8 alfiere del nero · d8 donna del nero · e8 re del nero · h8 torre del nero · a7 pedone del nero · b7 pedone del nero · f7 pedone del nero · g7 pedone del nero · h7 pedone del nero · f6 cavallo del nero · b4 alfiere del nero · c4 pedone del nero · d4 pedone del bianco · a2 pedone del bianco · b2 pedone del bianco · e2 alfiere del bianco · g2 pedone del bianco · h2 pedone del bianco · a1 torre del bianco · b1 cavallo del bianco · d1 donna del bianco · f1 re del bianco · g1 cavallo del bianco · h1 torre del bianco | a8 torre del nero · b8 alfiere del bianco · c8 alfiere del nero · d8 donna del nero · e8 re del nero · h8 torre del nero · a7 pedone del nero · b7 pedone del nero · f7 pedone del nero · g7 pedone del nero · h7 pedone del nero · f6 cavallo del nero · b4 alfiere del nero · c4 pedone del nero · d4 pedone del bianco · a2 pedone del bianco · b2 pedone del bianco · e2 alfiere del bianco · g2 pedone del bianco · h2 pedone del bianco · a1 torre del bianco · b1 cavallo del bianco · d1 donna del bianco · f1 re del bianco · g1 cavallo del bianco · h1 torre del bianco | 1 |
|   | a | b | c | d | e | f | g | h |   |

Un altro esempio tratto dalla partita Tartakower-Capablanca, New York
1924, che Irving Chernev battezzò "the Immortal Zwischenzug Game".
Nella posizione a destra, Tartakower (il Bianco) ha appena giocato
9. Axb8
sperando su: 9…Txb8 10.Da4+ e 11.Dxb4, guadagnando un alfiere. Invece, Capablanca gioca una zwischenzug
9…Cd5!
proteggendo l'alfiere e minacciando 10…Ce3+, con forchetta su re e donna bianca. La partita continuò con
10.Rf2 Txb8
e Capablanca vinse dopo altre 20 mosse. Si noti che dopo 10.Af4 (invece di 10.Rf2), il Nero non avrebbe giocato 10…Cxf4??, a cui sarebbe seguito 11.Da4+, con guadagno del pezzo, ma avrebbe giocato una seconda mossa intermedia:10…Df6!, attaccando nuovamente l'alfiere, e minacciando di nuovo 11…Ce3+. Dopo 11.Dc1, il Nero può prendere l'alfiere o prendere in considerazione l'ennesima zwischenzug con 11…Ad6 o 11…g5.

## Esempio 3
|   | a | b | c | d | e | f | g | h |   |
| 8 | a8 torre del nero · e8 donna del nero · f8 torre del nero · h8 re del nero · a7 pedone del nero · b7 pedone del nero · f7 pedone del nero · g7 alfiere del nero · h7 pedone del nero · c6 pedone del nero · d6 cavallo del nero · h5 donna del bianco · d4 pedone del nero · e4 pedone del bianco · c3 cavallo del bianco · d3 alfiere del bianco · h3 pedone del bianco · a2 pedone del bianco · b2 pedone del bianco · c2 pedone del bianco · g2 pedone del bianco · a1 torre del bianco · f1 torre del bianco · g1 re del bianco | a8 torre del nero · e8 donna del nero · f8 torre del nero · h8 re del nero · a7 pedone del nero · b7 pedone del nero · f7 pedone del nero · g7 alfiere del nero · h7 pedone del nero · c6 pedone del nero · d6 cavallo del nero · h5 donna del bianco · d4 pedone del nero · e4 pedone del bianco · c3 cavallo del bianco · d3 alfiere del bianco · h3 pedone del bianco · a2 pedone del bianco · b2 pedone del bianco · c2 pedone del bianco · g2 pedone del bianco · a1 torre del bianco · f1 torre del bianco · g1 re del bianco | a8 torre del nero · e8 donna del nero · f8 torre del nero · h8 re del nero · a7 pedone del nero · b7 pedone del nero · f7 pedone del nero · g7 alfiere del nero · h7 pedone del nero · c6 pedone del nero · d6 cavallo del nero · h5 donna del bianco · d4 pedone del nero · e4 pedone del bianco · c3 cavallo del bianco · d3 alfiere del bianco · h3 pedone del bianco · a2 pedone del bianco · b2 pedone del bianco · c2 pedone del bianco · g2 pedone del bianco · a1 torre del bianco · f1 torre del bianco · g1 re del bianco | a8 torre del nero · e8 donna del nero · f8 torre del nero · h8 re del nero · a7 pedone del nero · b7 pedone del nero · f7 pedone del nero · g7 alfiere del nero · h7 pedone del nero · c6 pedone del nero · d6 cavallo del nero · h5 donna del bianco · d4 pedone del nero · e4 pedone del bianco · c3 cavallo del bianco · d3 alfiere del bianco · h3 pedone del bianco · a2 pedone del bianco · b2 pedone del bianco · c2 pedone del bianco · g2 pedone del bianco · a1 torre del bianco · f1 torre del bianco · g1 re del bianco | a8 torre del nero · e8 donna del nero · f8 torre del nero · h8 re del nero · a7 pedone del nero · b7 pedone del nero · f7 pedone del nero · g7 alfiere del nero · h7 pedone del nero · c6 pedone del nero · d6 cavallo del nero · h5 donna del bianco · d4 pedone del nero · e4 pedone del bianco · c3 cavallo del bianco · d3 alfiere del bianco · h3 pedone del bianco · a2 pedone del bianco · b2 pedone del bianco · c2 pedone del bianco · g2 pedone del bianco · a1 torre del bianco · f1 torre del bianco · g1 re del bianco | a8 torre del nero · e8 donna del nero · f8 torre del nero · h8 re del nero · a7 pedone del nero · b7 pedone del nero · f7 pedone del nero · g7 alfiere del nero · h7 pedone del nero · c6 pedone del nero · d6 cavallo del nero · h5 donna del bianco · d4 pedone del nero · e4 pedone del bianco · c3 cavallo del bianco · d3 alfiere del bianco · h3 pedone del bianco · a2 pedone del bianco · b2 pedone del bianco · c2 pedone del bianco · g2 pedone del bianco · a1 torre del bianco · f1 torre del bianco · g1 re del bianco | a8 torre del nero · e8 donna del nero · f8 torre del nero · h8 re del nero · a7 pedone del nero · b7 pedone del nero · f7 pedone del nero · g7 alfiere del nero · h7 pedone del nero · c6 pedone del nero · d6 cavallo del nero · h5 donna del bianco · d4 pedone del nero · e4 pedone del bianco · c3 cavallo del bianco · d3 alfiere del bianco · h3 pedone del bianco · a2 pedone del bianco · b2 pedone del bianco · c2 pedone del bianco · g2 pedone del bianco · a1 torre del bianco · f1 torre del bianco · g1 re del bianco | a8 torre del nero · e8 donna del nero · f8 torre del nero · h8 re del nero · a7 pedone del nero · b7 pedone del nero · f7 pedone del nero · g7 alfiere del nero · h7 pedone del nero · c6 pedone del nero · d6 cavallo del nero · h5 donna del bianco · d4 pedone del nero · e4 pedone del bianco · c3 cavallo del bianco · d3 alfiere del bianco · h3 pedone del bianco · a2 pedone del bianco · b2 pedone del bianco · c2 pedone del bianco · g2 pedone del bianco · a1 torre del bianco · f1 torre del bianco · g1 re del bianco | 8 |
| 7 | a8 torre del nero · e8 donna del nero · f8 torre del nero · h8 re del nero · a7 pedone del nero · b7 pedone del nero · f7 pedone del nero · g7 alfiere del nero · h7 pedone del nero · c6 pedone del nero · d6 cavallo del nero · h5 donna del bianco · d4 pedone del nero · e4 pedone del bianco · c3 cavallo del bianco · d3 alfiere del bianco · h3 pedone del bianco · a2 pedone del bianco · b2 pedone del bianco · c2 pedone del bianco · g2 pedone del bianco · a1 torre del bianco · f1 torre del bianco · g1 re del bianco | a8 torre del nero · e8 donna del nero · f8 torre del nero · h8 re del nero · a7 pedone del nero · b7 pedone del nero · f7 pedone del nero · g7 alfiere del nero · h7 pedone del nero · c6 pedone del nero · d6 cavallo del nero · h5 donna del bianco · d4 pedone del nero · e4 pedone del bianco · c3 cavallo del bianco · d3 alfiere del bianco · h3 pedone del bianco · a2 pedone del bianco · b2 pedone del bianco · c2 pedone del bianco · g2 pedone del bianco · a1 torre del bianco · f1 torre del bianco · g1 re del bianco | a8 torre del nero · e8 donna del nero · f8 torre del nero · h8 re del nero · a7 pedone del nero · b7 pedone del nero · f7 pedone del nero · g7 alfiere del nero · h7 pedone del nero · c6 pedone del nero · d6 cavallo del nero · h5 donna del bianco · d4 pedone del nero · e4 pedone del bianco · c3 cavallo del bianco · d3 alfiere del bianco · h3 pedone del bianco · a2 pedone del bianco · b2 pedone del bianco · c2 pedone del bianco · g2 pedone del bianco · a1 torre del bianco · f1 torre del bianco · g1 re del bianco | a8 torre del nero · e8 donna del nero · f8 torre del nero · h8 re del nero · a7 pedone del nero · b7 pedone del nero · f7 pedone del nero · g7 alfiere del nero · h7 pedone del nero · c6 pedone del nero · d6 cavallo del nero · h5 donna del bianco · d4 pedone del nero · e4 pedone del bianco · c3 cavallo del bianco · d3 alfiere del bianco · h3 pedone del bianco · a2 pedone del bianco · b2 pedone del bianco · c2 pedone del bianco · g2 pedone del bianco · a1 torre del bianco · f1 torre del bianco · g1 re del bianco | a8 torre del nero · e8 donna del nero · f8 torre del nero · h8 re del nero · a7 pedone del nero · b7 pedone del nero · f7 pedone del nero · g7 alfiere del nero · h7 pedone del nero · c6 pedone del nero · d6 cavallo del nero · h5 donna del bianco · d4 pedone del nero · e4 pedone del bianco · c3 cavallo del bianco · d3 alfiere del bianco · h3 pedone del bianco · a2 pedone del bianco · b2 pedone del bianco · c2 pedone del bianco · g2 pedone del bianco · a1 torre del bianco · f1 torre del bianco · g1 re del bianco | a8 torre del nero · e8 donna del nero · f8 torre del nero · h8 re del nero · a7 pedone del nero · b7 pedone del nero · f7 pedone del nero · g7 alfiere del nero · h7 pedone del nero · c6 pedone del nero · d6 cavallo del nero · h5 donna del bianco · d4 pedone del nero · e4 pedone del bianco · c3 cavallo del bianco · d3 alfiere del bianco · h3 pedone del bianco · a2 pedone del bianco · b2 pedone del bianco · c2 pedone del bianco · g2 pedone del bianco · a1 torre del bianco · f1 torre del bianco · g1 re del bianco | a8 torre del nero · e8 donna del nero · f8 torre del nero · h8 re del nero · a7 pedone del nero · b7 pedone del nero · f7 pedone del nero · g7 alfiere del nero · h7 pedone del nero · c6 pedone del nero · d6 cavallo del nero · h5 donna del bianco · d4 pedone del nero · e4 pedone del bianco · c3 cavallo del bianco · d3 alfiere del bianco · h3 pedone del bianco · a2 pedone del bianco · b2 pedone del bianco · c2 pedone del bianco · g2 pedone del bianco · a1 torre del bianco · f1 torre del bianco · g1 re del bianco | a8 torre del nero · e8 donna del nero · f8 torre del nero · h8 re del nero · a7 pedone del nero · b7 pedone del nero · f7 pedone del nero · g7 alfiere del nero · h7 pedone del nero · c6 pedone del nero · d6 cavallo del nero · h5 donna del bianco · d4 pedone del nero · e4 pedone del bianco · c3 cavallo del bianco · d3 alfiere del bianco · h3 pedone del bianco · a2 pedone del bianco · b2 pedone del bianco · c2 pedone del bianco · g2 pedone del bianco · a1 torre del bianco · f1 torre del bianco · g1 re del bianco | 7 |
| 6 | a8 torre del nero · e8 donna del nero · f8 torre del nero · h8 re del nero · a7 pedone del nero · b7 pedone del nero · f7 pedone del nero · g7 alfiere del nero · h7 pedone del nero · c6 pedone del nero · d6 cavallo del nero · h5 donna del bianco · d4 pedone del nero · e4 pedone del bianco · c3 cavallo del bianco · d3 alfiere del bianco · h3 pedone del bianco · a2 pedone del bianco · b2 pedone del bianco · c2 pedone del bianco · g2 pedone del bianco · a1 torre del bianco · f1 torre del bianco · g1 re del bianco | a8 torre del nero · e8 donna del nero · f8 torre del nero · h8 re del nero · a7 pedone del nero · b7 pedone del nero · f7 pedone del nero · g7 alfiere del nero · h7 pedone del nero · c6 pedone del nero · d6 cavallo del nero · h5 donna del bianco · d4 pedone del nero · e4 pedone del bianco · c3 cavallo del bianco · d3 alfiere del bianco · h3 pedone del bianco · a2 pedone del bianco · b2 pedone del bianco · c2 pedone del bianco · g2 pedone del bianco · a1 torre del bianco · f1 torre del bianco · g1 re del bianco | a8 torre del nero · e8 donna del nero · f8 torre del nero · h8 re del nero · a7 pedone del nero · b7 pedone del nero · f7 pedone del nero · g7 alfiere del nero · h7 pedone del nero · c6 pedone del nero · d6 cavallo del nero · h5 donna del bianco · d4 pedone del nero · e4 pedone del bianco · c3 cavallo del bianco · d3 alfiere del bianco · h3 pedone del bianco · a2 pedone del bianco · b2 pedone del bianco · c2 pedone del bianco · g2 pedone del bianco · a1 torre del bianco · f1 torre del bianco · g1 re del bianco | a8 torre del nero · e8 donna del nero · f8 torre del nero · h8 re del nero · a7 pedone del nero · b7 pedone del nero · f7 pedone del nero · g7 alfiere del nero · h7 pedone del nero · c6 pedone del nero · d6 cavallo del nero · h5 donna del bianco · d4 pedone del nero · e4 pedone del bianco · c3 cavallo del bianco · d3 alfiere del bianco · h3 pedone del bianco · a2 pedone del bianco · b2 pedone del bianco · c2 pedone del bianco · g2 pedone del bianco · a1 torre del bianco · f1 torre del bianco · g1 re del bianco | a8 torre del nero · e8 donna del nero · f8 torre del nero · h8 re del nero · a7 pedone del nero · b7 pedone del nero · f7 pedone del nero · g7 alfiere del nero · h7 pedone del nero · c6 pedone del nero · d6 cavallo del nero · h5 donna del bianco · d4 pedone del nero · e4 pedone del bianco · c3 cavallo del bianco · d3 alfiere del bianco · h3 pedone del bianco · a2 pedone del bianco · b2 pedone del bianco · c2 pedone del bianco · g2 pedone del bianco · a1 torre del bianco · f1 torre del bianco · g1 re del bianco | a8 torre del nero · e8 donna del nero · f8 torre del nero · h8 re del nero · a7 pedone del nero · b7 pedone del nero · f7 pedone del nero · g7 alfiere del nero · h7 pedone del nero · c6 pedone del nero · d6 cavallo del nero · h5 donna del bianco · d4 pedone del nero · e4 pedone del bianco · c3 cavallo del bianco · d3 alfiere del bianco · h3 pedone del bianco · a2 pedone del bianco · b2 pedone del bianco · c2 pedone del bianco · g2 pedone del bianco · a1 torre del bianco · f1 torre del bianco · g1 re del bianco | a8 torre del nero · e8 donna del nero · f8 torre del nero · h8 re del nero · a7 pedone del nero · b7 pedone del nero · f7 pedone del nero · g7 alfiere del nero · h7 pedone del nero · c6 pedone del nero · d6 cavallo del nero · h5 donna del bianco · d4 pedone del nero · e4 pedone del bianco · c3 cavallo del bianco · d3 alfiere del bianco · h3 pedone del bianco · a2 pedone del bianco · b2 pedone del bianco · c2 pedone del bianco · g2 pedone del bianco · a1 torre del bianco · f1 torre del bianco · g1 re del bianco | a8 torre del nero · e8 donna del nero · f8 torre del nero · h8 re del nero · a7 pedone del nero · b7 pedone del nero · f7 pedone del nero · g7 alfiere del nero · h7 pedone del nero · c6 pedone del nero · d6 cavallo del nero · h5 donna del bianco · d4 pedone del nero · e4 pedone del bianco · c3 cavallo del bianco · d3 alfiere del bianco · h3 pedone del bianco · a2 pedone del bianco · b2 pedone del bianco · c2 pedone del bianco · g2 pedone del bianco · a1 torre del bianco · f1 torre del bianco · g1 re del bianco | 6 |
| 5 | a8 torre del nero · e8 donna del nero · f8 torre del nero · h8 re del nero · a7 pedone del nero · b7 pedone del nero · f7 pedone del nero · g7 alfiere del nero · h7 pedone del nero · c6 pedone del nero · d6 cavallo del nero · h5 donna del bianco · d4 pedone del nero · e4 pedone del bianco · c3 cavallo del bianco · d3 alfiere del bianco · h3 pedone del bianco · a2 pedone del bianco · b2 pedone del bianco · c2 pedone del bianco · g2 pedone del bianco · a1 torre del bianco · f1 torre del bianco · g1 re del bianco | a8 torre del nero · e8 donna del nero · f8 torre del nero · h8 re del nero · a7 pedone del nero · b7 pedone del nero · f7 pedone del nero · g7 alfiere del nero · h7 pedone del nero · c6 pedone del nero · d6 cavallo del nero · h5 donna del bianco · d4 pedone del nero · e4 pedone del bianco · c3 cavallo del bianco · d3 alfiere del bianco · h3 pedone del bianco · a2 pedone del bianco · b2 pedone del bianco · c2 pedone del bianco · g2 pedone del bianco · a1 torre del bianco · f1 torre del bianco · g1 re del bianco | a8 torre del nero · e8 donna del nero · f8 torre del nero · h8 re del nero · a7 pedone del nero · b7 pedone del nero · f7 pedone del nero · g7 alfiere del nero · h7 pedone del nero · c6 pedone del nero · d6 cavallo del nero · h5 donna del bianco · d4 pedone del nero · e4 pedone del bianco · c3 cavallo del bianco · d3 alfiere del bianco · h3 pedone del bianco · a2 pedone del bianco · b2 pedone del bianco · c2 pedone del bianco · g2 pedone del bianco · a1 torre del bianco · f1 torre del bianco · g1 re del bianco | a8 torre del nero · e8 donna del nero · f8 torre del nero · h8 re del nero · a7 pedone del nero · b7 pedone del nero · f7 pedone del nero · g7 alfiere del nero · h7 pedone del nero · c6 pedone del nero · d6 cavallo del nero · h5 donna del bianco · d4 pedone del nero · e4 pedone del bianco · c3 cavallo del bianco · d3 alfiere del bianco · h3 pedone del bianco · a2 pedone del bianco · b2 pedone del bianco · c2 pedone del bianco · g2 pedone del bianco · a1 torre del bianco · f1 torre del bianco · g1 re del bianco | a8 torre del nero · e8 donna del nero · f8 torre del nero · h8 re del nero · a7 pedone del nero · b7 pedone del nero · f7 pedone del nero · g7 alfiere del nero · h7 pedone del nero · c6 pedone del nero · d6 cavallo del nero · h5 donna del bianco · d4 pedone del nero · e4 pedone del bianco · c3 cavallo del bianco · d3 alfiere del bianco · h3 pedone del bianco · a2 pedone del bianco · b2 pedone del bianco · c2 pedone del bianco · g2 pedone del bianco · a1 torre del bianco · f1 torre del bianco · g1 re del bianco | a8 torre del nero · e8 donna del nero · f8 torre del nero · h8 re del nero · a7 pedone del nero · b7 pedone del nero · f7 pedone del nero · g7 alfiere del nero · h7 pedone del nero · c6 pedone del nero · d6 cavallo del nero · h5 donna del bianco · d4 pedone del nero · e4 pedone del bianco · c3 cavallo del bianco · d3 alfiere del bianco · h3 pedone del bianco · a2 pedone del bianco · b2 pedone del bianco · c2 pedone del bianco · g2 pedone del bianco · a1 torre del bianco · f1 torre del bianco · g1 re del bianco | a8 torre del nero · e8 donna del nero · f8 torre del nero · h8 re del nero · a7 pedone del nero · b7 pedone del nero · f7 pedone del nero · g7 alfiere del nero · h7 pedone del nero · c6 pedone del nero · d6 cavallo del nero · h5 donna del bianco · d4 pedone del nero · e4 pedone del bianco · c3 cavallo del bianco · d3 alfiere del bianco · h3 pedone del bianco · a2 pedone del bianco · b2 pedone del bianco · c2 pedone del bianco · g2 pedone del bianco · a1 torre del bianco · f1 torre del bianco · g1 re del bianco | a8 torre del nero · e8 donna del nero · f8 torre del nero · h8 re del nero · a7 pedone del nero · b7 pedone del nero · f7 pedone del nero · g7 alfiere del nero · h7 pedone del nero · c6 pedone del nero · d6 cavallo del nero · h5 donna del bianco · d4 pedone del nero · e4 pedone del bianco · c3 cavallo del bianco · d3 alfiere del bianco · h3 pedone del bianco · a2 pedone del bianco · b2 pedone del bianco · c2 pedone del bianco · g2 pedone del bianco · a1 torre del bianco · f1 torre del bianco · g1 re del bianco | 5 |
| 4 | a8 torre del nero · e8 donna del nero · f8 torre del nero · h8 re del nero · a7 pedone del nero · b7 pedone del nero · f7 pedone del nero · g7 alfiere del nero · h7 pedone del nero · c6 pedone del nero · d6 cavallo del nero · h5 donna del bianco · d4 pedone del nero · e4 pedone del bianco · c3 cavallo del bianco · d3 alfiere del bianco · h3 pedone del bianco · a2 pedone del bianco · b2 pedone del bianco · c2 pedone del bianco · g2 pedone del bianco · a1 torre del bianco · f1 torre del bianco · g1 re del bianco | a8 torre del nero · e8 donna del nero · f8 torre del nero · h8 re del nero · a7 pedone del nero · b7 pedone del nero · f7 pedone del nero · g7 alfiere del nero · h7 pedone del nero · c6 pedone del nero · d6 cavallo del nero · h5 donna del bianco · d4 pedone del nero · e4 pedone del bianco · c3 cavallo del bianco · d3 alfiere del bianco · h3 pedone del bianco · a2 pedone del bianco · b2 pedone del bianco · c2 pedone del bianco · g2 pedone del bianco · a1 torre del bianco · f1 torre del bianco · g1 re del bianco | a8 torre del nero · e8 donna del nero · f8 torre del nero · h8 re del nero · a7 pedone del nero · b7 pedone del nero · f7 pedone del nero · g7 alfiere del nero · h7 pedone del nero · c6 pedone del nero · d6 cavallo del nero · h5 donna del bianco · d4 pedone del nero · e4 pedone del bianco · c3 cavallo del bianco · d3 alfiere del bianco · h3 pedone del bianco · a2 pedone del bianco · b2 pedone del bianco · c2 pedone del bianco · g2 pedone del bianco · a1 torre del bianco · f1 torre del bianco · g1 re del bianco | a8 torre del nero · e8 donna del nero · f8 torre del nero · h8 re del nero · a7 pedone del nero · b7 pedone del nero · f7 pedone del nero · g7 alfiere del nero · h7 pedone del nero · c6 pedone del nero · d6 cavallo del nero · h5 donna del bianco · d4 pedone del nero · e4 pedone del bianco · c3 cavallo del bianco · d3 alfiere del bianco · h3 pedone del bianco · a2 pedone del bianco · b2 pedone del bianco · c2 pedone del bianco · g2 pedone del bianco · a1 torre del bianco · f1 torre del bianco · g1 re del bianco | a8 torre del nero · e8 donna del nero · f8 torre del nero · h8 re del nero · a7 pedone del nero · b7 pedone del nero · f7 pedone del nero · g7 alfiere del nero · h7 pedone del nero · c6 pedone del nero · d6 cavallo del nero · h5 donna del bianco · d4 pedone del nero · e4 pedone del bianco · c3 cavallo del bianco · d3 alfiere del bianco · h3 pedone del bianco · a2 pedone del bianco · b2 pedone del bianco · c2 pedone del bianco · g2 pedone del bianco · a1 torre del bianco · f1 torre del bianco · g1 re del bianco | a8 torre del nero · e8 donna del nero · f8 torre del nero · h8 re del nero · a7 pedone del nero · b7 pedone del nero · f7 pedone del nero · g7 alfiere del nero · h7 pedone del nero · c6 pedone del nero · d6 cavallo del nero · h5 donna del bianco · d4 pedone del nero · e4 pedone del bianco · c3 cavallo del bianco · d3 alfiere del bianco · h3 pedone del bianco · a2 pedone del bianco · b2 pedone del bianco · c2 pedone del bianco · g2 pedone del bianco · a1 torre del bianco · f1 torre del bianco · g1 re del bianco | a8 torre del nero · e8 donna del nero · f8 torre del nero · h8 re del nero · a7 pedone del nero · b7 pedone del nero · f7 pedone del nero · g7 alfiere del nero · h7 pedone del nero · c6 pedone del nero · d6 cavallo del nero · h5 donna del bianco · d4 pedone del nero · e4 pedone del bianco · c3 cavallo del bianco · d3 alfiere del bianco · h3 pedone del bianco · a2 pedone del bianco · b2 pedone del bianco · c2 pedone del bianco · g2 pedone del bianco · a1 torre del bianco · f1 torre del bianco · g1 re del bianco | a8 torre del nero · e8 donna del nero · f8 torre del nero · h8 re del nero · a7 pedone del nero · b7 pedone del nero · f7 pedone del nero · g7 alfiere del nero · h7 pedone del nero · c6 pedone del nero · d6 cavallo del nero · h5 donna del bianco · d4 pedone del nero · e4 pedone del bianco · c3 cavallo del bianco · d3 alfiere del bianco · h3 pedone del bianco · a2 pedone del bianco · b2 pedone del bianco · c2 pedone del bianco · g2 pedone del bianco · a1 torre del bianco · f1 torre del bianco · g1 re del bianco | 4 |
| 3 | a8 torre del nero · e8 donna del nero · f8 torre del nero · h8 re del nero · a7 pedone del nero · b7 pedone del nero · f7 pedone del nero · g7 alfiere del nero · h7 pedone del nero · c6 pedone del nero · d6 cavallo del nero · h5 donna del bianco · d4 pedone del nero · e4 pedone del bianco · c3 cavallo del bianco · d3 alfiere del bianco · h3 pedone del bianco · a2 pedone del bianco · b2 pedone del bianco · c2 pedone del bianco · g2 pedone del bianco · a1 torre del bianco · f1 torre del bianco · g1 re del bianco | a8 torre del nero · e8 donna del nero · f8 torre del nero · h8 re del nero · a7 pedone del nero · b7 pedone del nero · f7 pedone del nero · g7 alfiere del nero · h7 pedone del nero · c6 pedone del nero · d6 cavallo del nero · h5 donna del bianco · d4 pedone del nero · e4 pedone del bianco · c3 cavallo del bianco · d3 alfiere del bianco · h3 pedone del bianco · a2 pedone del bianco · b2 pedone del bianco · c2 pedone del bianco · g2 pedone del bianco · a1 torre del bianco · f1 torre del bianco · g1 re del bianco | a8 torre del nero · e8 donna del nero · f8 torre del nero · h8 re del nero · a7 pedone del nero · b7 pedone del nero · f7 pedone del nero · g7 alfiere del nero · h7 pedone del nero · c6 pedone del nero · d6 cavallo del nero · h5 donna del bianco · d4 pedone del nero · e4 pedone del bianco · c3 cavallo del bianco · d3 alfiere del bianco · h3 pedone del bianco · a2 pedone del bianco · b2 pedone del bianco · c2 pedone del bianco · g2 pedone del bianco · a1 torre del bianco · f1 torre del bianco · g1 re del bianco | a8 torre del nero · e8 donna del nero · f8 torre del nero · h8 re del nero · a7 pedone del nero · b7 pedone del nero · f7 pedone del nero · g7 alfiere del nero · h7 pedone del nero · c6 pedone del nero · d6 cavallo del nero · h5 donna del bianco · d4 pedone del nero · e4 pedone del bianco · c3 cavallo del bianco · d3 alfiere del bianco · h3 pedone del bianco · a2 pedone del bianco · b2 pedone del bianco · c2 pedone del bianco · g2 pedone del bianco · a1 torre del bianco · f1 torre del bianco · g1 re del bianco | a8 torre del nero · e8 donna del nero · f8 torre del nero · h8 re del nero · a7 pedone del nero · b7 pedone del nero · f7 pedone del nero · g7 alfiere del nero · h7 pedone del nero · c6 pedone del nero · d6 cavallo del nero · h5 donna del bianco · d4 pedone del nero · e4 pedone del bianco · c3 cavallo del bianco · d3 alfiere del bianco · h3 pedone del bianco · a2 pedone del bianco · b2 pedone del bianco · c2 pedone del bianco · g2 pedone del bianco · a1 torre del bianco · f1 torre del bianco · g1 re del bianco | a8 torre del nero · e8 donna del nero · f8 torre del nero · h8 re del nero · a7 pedone del nero · b7 pedone del nero · f7 pedone del nero · g7 alfiere del nero · h7 pedone del nero · c6 pedone del nero · d6 cavallo del nero · h5 donna del bianco · d4 pedone del nero · e4 pedone del bianco · c3 cavallo del bianco · d3 alfiere del bianco · h3 pedone del bianco · a2 pedone del bianco · b2 pedone del bianco · c2 pedone del bianco · g2 pedone del bianco · a1 torre del bianco · f1 torre del bianco · g1 re del bianco | a8 torre del nero · e8 donna del nero · f8 torre del nero · h8 re del nero · a7 pedone del nero · b7 pedone del nero · f7 pedone del nero · g7 alfiere del nero · h7 pedone del nero · c6 pedone del nero · d6 cavallo del nero · h5 donna del bianco · d4 pedone del nero · e4 pedone del bianco · c3 cavallo del bianco · d3 alfiere del bianco · h3 pedone del bianco · a2 pedone del bianco · b2 pedone del bianco · c2 pedone del bianco · g2 pedone del bianco · a1 torre del bianco · f1 torre del bianco · g1 re del bianco | a8 torre del nero · e8 donna del nero · f8 torre del nero · h8 re del nero · a7 pedone del nero · b7 pedone del nero · f7 pedone del nero · g7 alfiere del nero · h7 pedone del nero · c6 pedone del nero · d6 cavallo del nero · h5 donna del bianco · d4 pedone del nero · e4 pedone del bianco · c3 cavallo del bianco · d3 alfiere del bianco · h3 pedone del bianco · a2 pedone del bianco · b2 pedone del bianco · c2 pedone del bianco · g2 pedone del bianco · a1 torre del bianco · f1 torre del bianco · g1 re del bianco | 3 |
| 2 | a8 torre del nero · e8 donna del nero · f8 torre del nero · h8 re del nero · a7 pedone del nero · b7 pedone del nero · f7 pedone del nero · g7 alfiere del nero · h7 pedone del nero · c6 pedone del nero · d6 cavallo del nero · h5 donna del bianco · d4 pedone del nero · e4 pedone del bianco · c3 cavallo del bianco · d3 alfiere del bianco · h3 pedone del bianco · a2 pedone del bianco · b2 pedone del bianco · c2 pedone del bianco · g2 pedone del bianco · a1 torre del bianco · f1 torre del bianco · g1 re del bianco | a8 torre del nero · e8 donna del nero · f8 torre del nero · h8 re del nero · a7 pedone del nero · b7 pedone del nero · f7 pedone del nero · g7 alfiere del nero · h7 pedone del nero · c6 pedone del nero · d6 cavallo del nero · h5 donna del bianco · d4 pedone del nero · e4 pedone del bianco · c3 cavallo del bianco · d3 alfiere del bianco · h3 pedone del bianco · a2 pedone del bianco · b2 pedone del bianco · c2 pedone del bianco · g2 pedone del bianco · a1 torre del bianco · f1 torre del bianco · g1 re del bianco | a8 torre del nero · e8 donna del nero · f8 torre del nero · h8 re del nero · a7 pedone del nero · b7 pedone del nero · f7 pedone del nero · g7 alfiere del nero · h7 pedone del nero · c6 pedone del nero · d6 cavallo del nero · h5 donna del bianco · d4 pedone del nero · e4 pedone del bianco · c3 cavallo del bianco · d3 alfiere del bianco · h3 pedone del bianco · a2 pedone del bianco · b2 pedone del bianco · c2 pedone del bianco · g2 pedone del bianco · a1 torre del bianco · f1 torre del bianco · g1 re del bianco | a8 torre del nero · e8 donna del nero · f8 torre del nero · h8 re del nero · a7 pedone del nero · b7 pedone del nero · f7 pedone del nero · g7 alfiere del nero · h7 pedone del nero · c6 pedone del nero · d6 cavallo del nero · h5 donna del bianco · d4 pedone del nero · e4 pedone del bianco · c3 cavallo del bianco · d3 alfiere del bianco · h3 pedone del bianco · a2 pedone del bianco · b2 pedone del bianco · c2 pedone del bianco · g2 pedone del bianco · a1 torre del bianco · f1 torre del bianco · g1 re del bianco | a8 torre del nero · e8 donna del nero · f8 torre del nero · h8 re del nero · a7 pedone del nero · b7 pedone del nero · f7 pedone del nero · g7 alfiere del nero · h7 pedone del nero · c6 pedone del nero · d6 cavallo del nero · h5 donna del bianco · d4 pedone del nero · e4 pedone del bianco · c3 cavallo del bianco · d3 alfiere del bianco · h3 pedone del bianco · a2 pedone del bianco · b2 pedone del bianco · c2 pedone del bianco · g2 pedone del bianco · a1 torre del bianco · f1 torre del bianco · g1 re del bianco | a8 torre del nero · e8 donna del nero · f8 torre del nero · h8 re del nero · a7 pedone del nero · b7 pedone del nero · f7 pedone del nero · g7 alfiere del nero · h7 pedone del nero · c6 pedone del nero · d6 cavallo del nero · h5 donna del bianco · d4 pedone del nero · e4 pedone del bianco · c3 cavallo del bianco · d3 alfiere del bianco · h3 pedone del bianco · a2 pedone del bianco · b2 pedone del bianco · c2 pedone del bianco · g2 pedone del bianco · a1 torre del bianco · f1 torre del bianco · g1 re del bianco | a8 torre del nero · e8 donna del nero · f8 torre del nero · h8 re del nero · a7 pedone del nero · b7 pedone del nero · f7 pedone del nero · g7 alfiere del nero · h7 pedone del nero · c6 pedone del nero · d6 cavallo del nero · h5 donna del bianco · d4 pedone del nero · e4 pedone del bianco · c3 cavallo del bianco · d3 alfiere del bianco · h3 pedone del bianco · a2 pedone del bianco · b2 pedone del bianco · c2 pedone del bianco · g2 pedone del bianco · a1 torre del bianco · f1 torre del bianco · g1 re del bianco | a8 torre del nero · e8 donna del nero · f8 torre del nero · h8 re del nero · a7 pedone del nero · b7 pedone del nero · f7 pedone del nero · g7 alfiere del nero · h7 pedone del nero · c6 pedone del nero · d6 cavallo del nero · h5 donna del bianco · d4 pedone del nero · e4 pedone del bianco · c3 cavallo del bianco · d3 alfiere del bianco · h3 pedone del bianco · a2 pedone del bianco · b2 pedone del bianco · c2 pedone del bianco · g2 pedone del bianco · a1 torre del bianco · f1 torre del bianco · g1 re del bianco | 2 |
| 1 | a8 torre del nero · e8 donna del nero · f8 torre del nero · h8 re del nero · a7 pedone del nero · b7 pedone del nero · f7 pedone del nero · g7 alfiere del nero · h7 pedone del nero · c6 pedone del nero · d6 cavallo del nero · h5 donna del bianco · d4 pedone del nero · e4 pedone del bianco · c3 cavallo del bianco · d3 alfiere del bianco · h3 pedone del bianco · a2 pedone del bianco · b2 pedone del bianco · c2 pedone del bianco · g2 pedone del bianco · a1 torre del bianco · f1 torre del bianco · g1 re del bianco | a8 torre del nero · e8 donna del nero · f8 torre del nero · h8 re del nero · a7 pedone del nero · b7 pedone del nero · f7 pedone del nero · g7 alfiere del nero · h7 pedone del nero · c6 pedone del nero · d6 cavallo del nero · h5 donna del bianco · d4 pedone del nero · e4 pedone del bianco · c3 cavallo del bianco · d3 alfiere del bianco · h3 pedone del bianco · a2 pedone del bianco · b2 pedone del bianco · c2 pedone del bianco · g2 pedone del bianco · a1 torre del bianco · f1 torre del bianco · g1 re del bianco | a8 torre del nero · e8 donna del nero · f8 torre del nero · h8 re del nero · a7 pedone del nero · b7 pedone del nero · f7 pedone del nero · g7 alfiere del nero · h7 pedone del nero · c6 pedone del nero · d6 cavallo del nero · h5 donna del bianco · d4 pedone del nero · e4 pedone del bianco · c3 cavallo del bianco · d3 alfiere del bianco · h3 pedone del bianco · a2 pedone del bianco · b2 pedone del bianco · c2 pedone del bianco · g2 pedone del bianco · a1 torre del bianco · f1 torre del bianco · g1 re del bianco | a8 torre del nero · e8 donna del nero · f8 torre del nero · h8 re del nero · a7 pedone del nero · b7 pedone del nero · f7 pedone del nero · g7 alfiere del nero · h7 pedone del nero · c6 pedone del nero · d6 cavallo del nero · h5 donna del bianco · d4 pedone del nero · e4 pedone del bianco · c3 cavallo del bianco · d3 alfiere del bianco · h3 pedone del bianco · a2 pedone del bianco · b2 pedone del bianco · c2 pedone del bianco · g2 pedone del bianco · a1 torre del bianco · f1 torre del bianco · g1 re del bianco | a8 torre del nero · e8 donna del nero · f8 torre del nero · h8 re del nero · a7 pedone del nero · b7 pedone del nero · f7 pedone del nero · g7 alfiere del nero · h7 pedone del nero · c6 pedone del nero · d6 cavallo del nero · h5 donna del bianco · d4 pedone del nero · e4 pedone del bianco · c3 cavallo del bianco · d3 alfiere del bianco · h3 pedone del bianco · a2 pedone del bianco · b2 pedone del bianco · c2 pedone del bianco · g2 pedone del bianco · a1 torre del bianco · f1 torre del bianco · g1 re del bianco | a8 torre del nero · e8 donna del nero · f8 torre del nero · h8 re del nero · a7 pedone del nero · b7 pedone del nero · f7 pedone del nero · g7 alfiere del nero · h7 pedone del nero · c6 pedone del nero · d6 cavallo del nero · h5 donna del bianco · d4 pedone del nero · e4 pedone del bianco · c3 cavallo del bianco · d3 alfiere del bianco · h3 pedone del bianco · a2 pedone del bianco · b2 pedone del bianco · c2 pedone del bianco · g2 pedone del bianco · a1 torre del bianco · f1 torre del bianco · g1 re del bianco | a8 torre del nero · e8 donna del nero · f8 torre del nero · h8 re del nero · a7 pedone del nero · b7 pedone del nero · f7 pedone del nero · g7 alfiere del nero · h7 pedone del nero · c6 pedone del nero · d6 cavallo del nero · h5 donna del bianco · d4 pedone del nero · e4 pedone del bianco · c3 cavallo del bianco · d3 alfiere del bianco · h3 pedone del bianco · a2 pedone del bianco · b2 pedone del bianco · c2 pedone del bianco · g2 pedone del bianco · a1 torre del bianco · f1 torre del bianco · g1 re del bianco | a8 torre del nero · e8 donna del nero · f8 torre del nero · h8 re del nero · a7 pedone del nero · b7 pedone del nero · f7 pedone del nero · g7 alfiere del nero · h7 pedone del nero · c6 pedone del nero · d6 cavallo del nero · h5 donna del bianco · d4 pedone del nero · e4 pedone del bianco · c3 cavallo del bianco · d3 alfiere del bianco · h3 pedone del bianco · a2 pedone del bianco · b2 pedone del bianco · c2 pedone del bianco · g2 pedone del bianco · a1 torre del bianco · f1 torre del bianco · g1 re del bianco | 1 |
|   | a | b | c | d | e | f | g | h |   |

Un altro esempio tratto dal libro 60 partite da ricordare di Bobby Fischer (ed. Mursia).
Benko si aspettava 19.e5, a cui avrebbe risposto 19…f5! parando ogni minaccia, invece il seguito fu
19.Tf6! Rg8
20.e5, h6
21.Ce2! abbandona
Il Nero ha la scelta tra perdere il cavallo o prendere matto: 21…Cb5 22.Df5 e matto in h7; oppure 21…Axf6 22.Dxh6 e matto in h7.